# Сяолін
32°03′37″ пн. ш. 118°50′04″ сх. д. / 32.060305° пн. ш. 118.834568° сх. д.

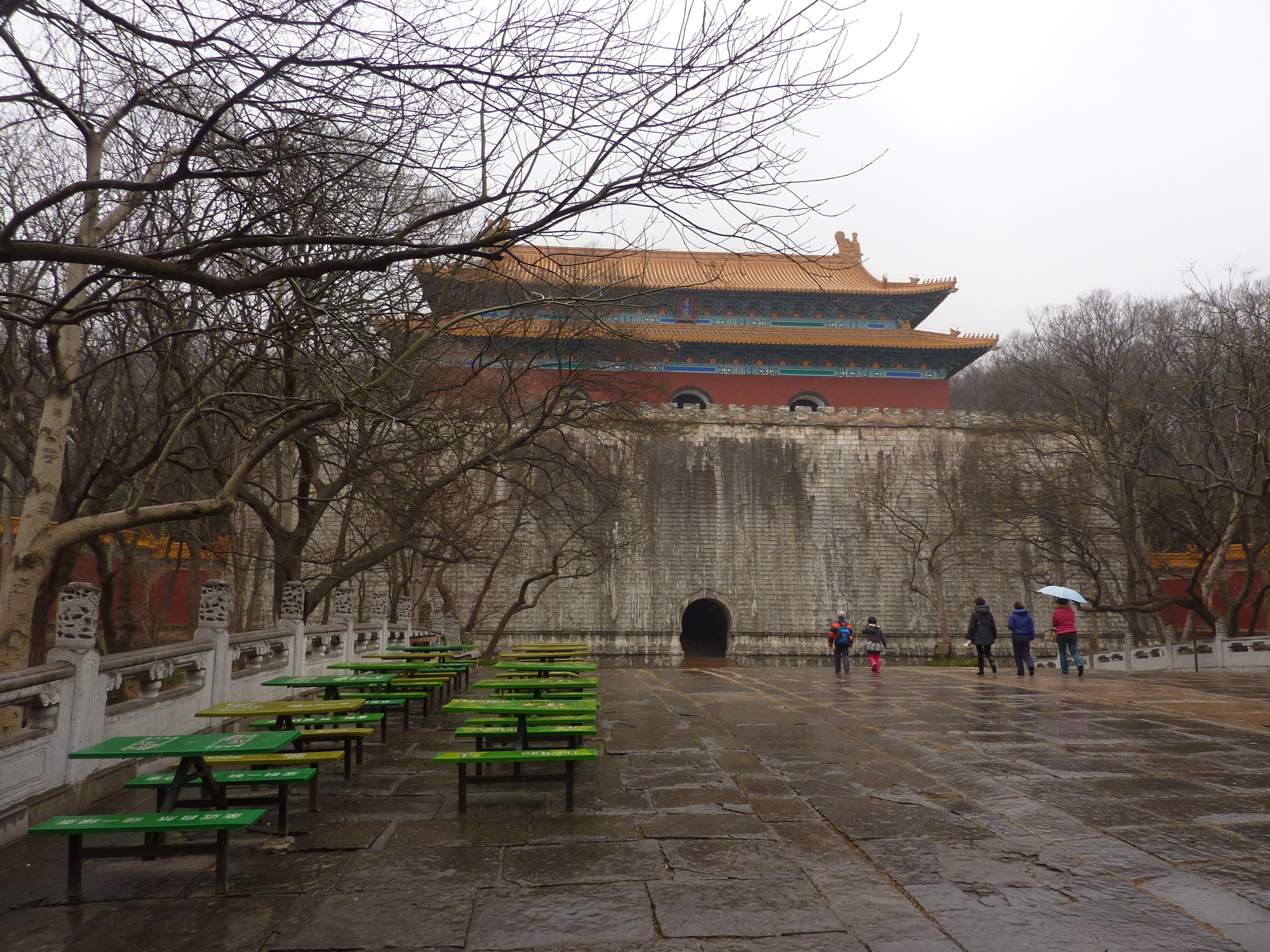
Мін Лоу, споруда на передньому схилі Кургану Одинокого Дракона

Мавзолей Сяолін (кит.: 明孝陵; піньїнь: Míng Xiào Líng; в перекладі: Мінська гробниця вшанування батьків) — мавзолей Чжу Юаньчжана (імператора Хуньу), засновника Династії Мін в Нанкіні. Скульптурно-архітектурний комплекс кінця XIV — початку XV століть, з окремими більш пізніми доповненнями та змінами. Один з компонентів пам'ятника Світової спадщини ЮНЕСКО «Гробниці імператорів династій Мін і Цін», який також включає гробниці соратників Чжу Юаньчжана в Нанкіні та більш пізні мінські й цінські імператорські гробниці під Пекіном, в Ляоніні та Хубеї.

## Розташування

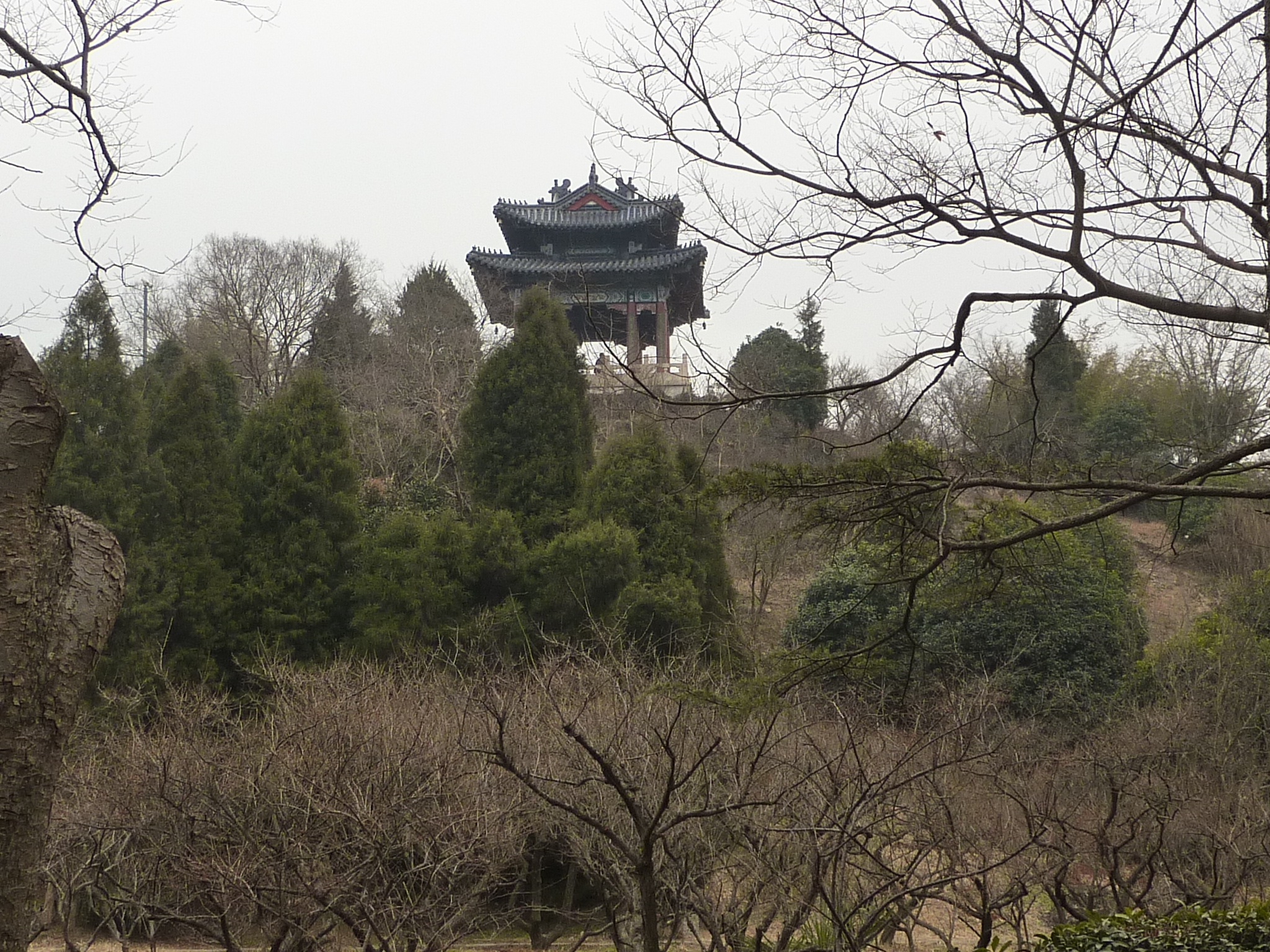
На території комплексу Сяолін. («Альтанка Братства», Боай Ге, на кургані Мейхуашань)

Більшість імператорських мавзолеїв у Китаї — від мавзолею «першого імператора» Цінь Ши Хуан-ді під Сіанем до Східних Цинських Гробниць під Пекіном — розташовуються за десятки кілометрів від столиць, де ці імператори правили. На відміну від них, Сяолін розташований практично поряд із міською стіною Нанкіна, в межах 2-3 км від палацу Нанкіна, де Чжу Юаньчжан проживав.
Мавзолейний комплекс Сяолін розташований на південно-західному схилі лісистої гори Цзицзиньшань («Гора Пурпурного Золота»), що примикає зі сходу до історичного центру Нанкіна, оточеного міською стіною, спорудженою за Чжу Юаньчжаня. Нині гора з усіх боків оточена Нанкіном та його передмістями.
Охоронна зона комплексу займає 116 га.

## Історія

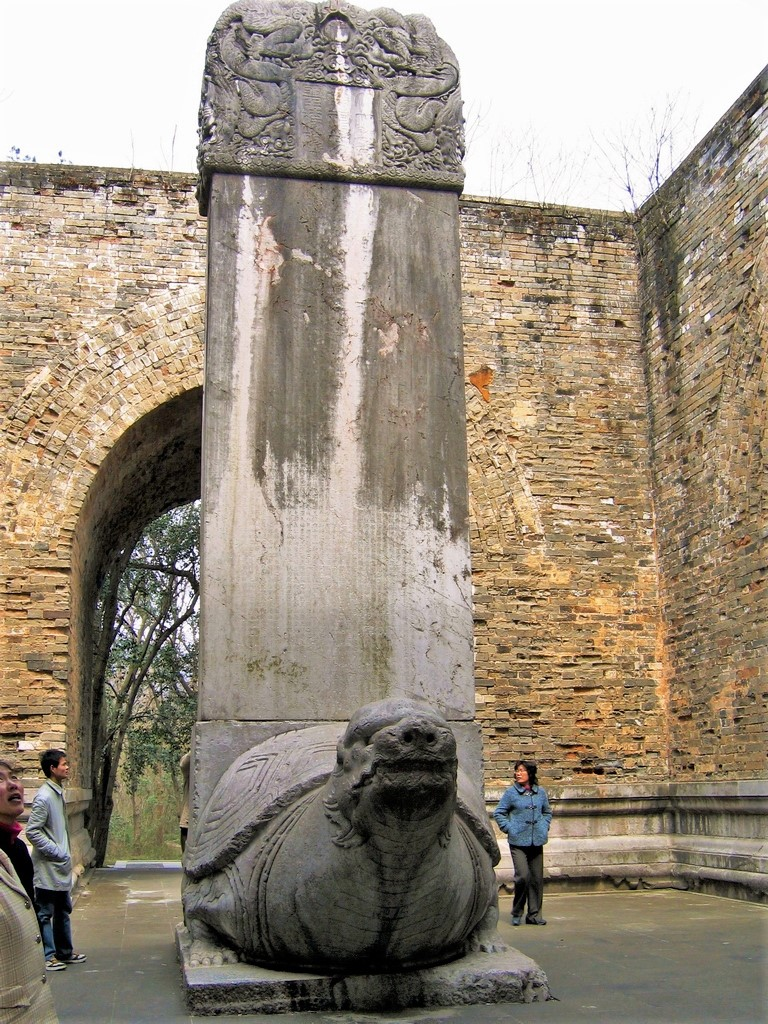
Стела імператора Юнле в павільйоні Сифанчен

Чжу Юаньчжан (1328–1398), походив із сільської бідноти, був одним з керівників повстанських загонів під час боротьби, що розгорнулась в Китаї в середині XIV століття проти монгольського ярма. 1356 року його загони взяли Нанкін, одну зі стародавніх столиць Китаю, де він і встановив свою ставку. На початку 1368 року Чжу Юаньчжан, який до того часу зміг тим чи іншим способом позбавитись своїх суперників за анти-монгольською війною, проголосив себе першим імператором (імператор ери Хуньу) нової китайської держави — Імперії Мін. Хоча до осені того ж року його війська вигнали монголів з їхньої столиці — Даду (сучасний Пекін), Нанкін залишився столицею імператора Хуньу упродовж всього його царювання.
Ставши правителем Піднебесної, Чжу Юаньчжан потурбувався і про вічність. Для своїх батьків, які померли у злиднях, він негайно збудував мавзолейний комплекс імператорського типу Хуанлін (кит.: 皇陵) в їхньому рідному селі (нині повіт Финьян провінції Аньхой). Пізніше ще один мавзолей, Цзулін («Гробниця пращурів») був зведений на батьківщині більш далеких пращурів імператора (нині повіт Сюйї провінції Цзянсу).

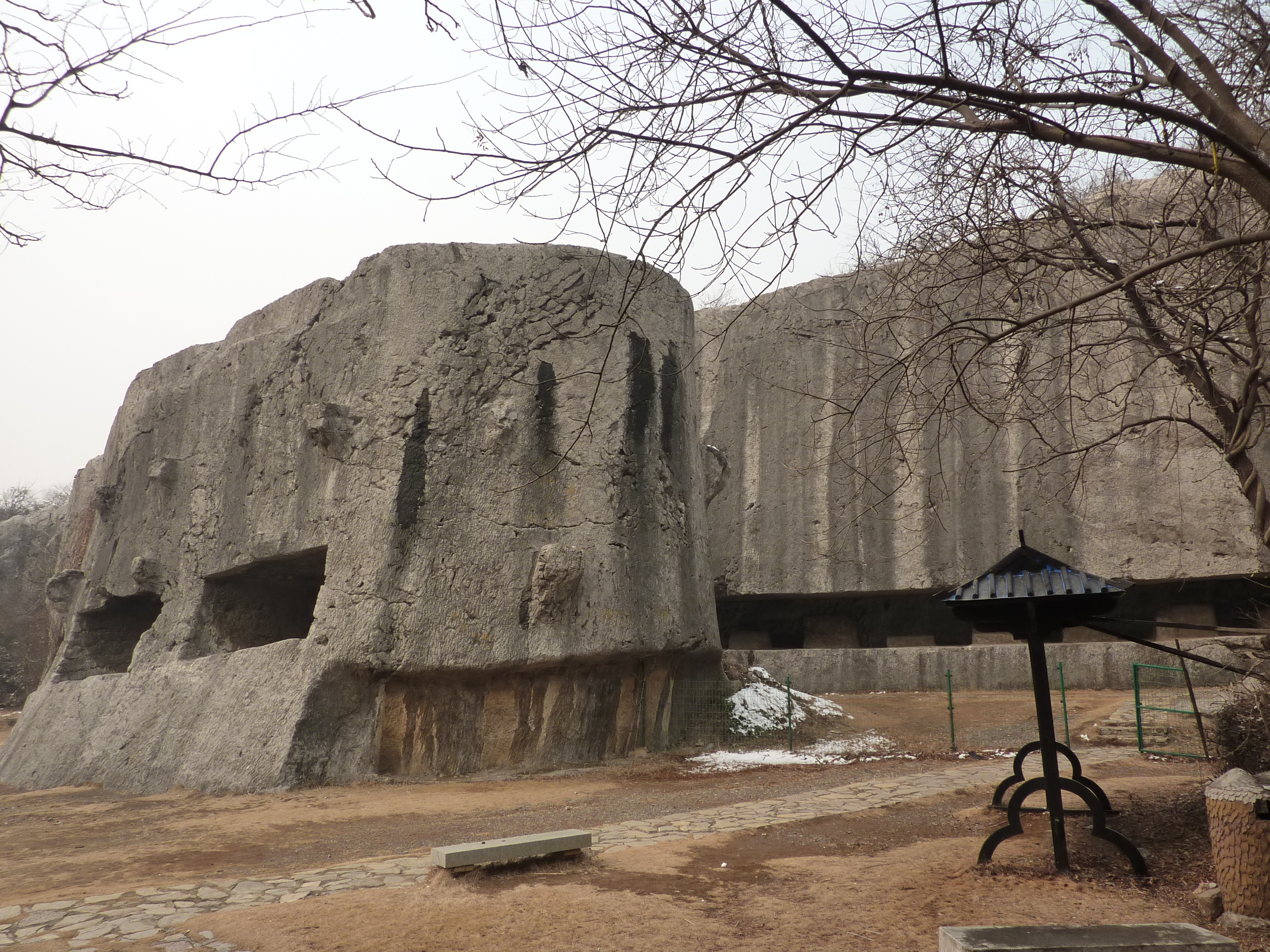
Колона та верхівка гігантської стели, яку намагались виготовити для мавзолею Сяолін в каменоломні Яншань.

Для себе ж імператор Хуньу 1381 року почав будівництво мавзолею на горі Цзицзиньшань під Нанкіном. Відповідно до принципів феншуй, місце для поховання було обрано на південь від головного піка гори. Хуньу був не першим імператором, який зробив такий вибір: майже на тому самому місці понад тисячу років до нього був похований імператор Сунь Цюань. Там же розташовувався і храм Цзяншань (первинно, Кайшань), де зберігались рештки ченця Сюаньцзана. 1376 року храм було перенесено на нове місце (на тій же горі, далі на схід), де став відомий як храм Лінгу. Курган над могилою Сунь Цюаня (пагорб Мейхуашань) був залишений на місці, а уставлений статуями «шлях духів» (шеньдао) до поховання Чжу Юаньчжана прокладений, огинаючи курган його далекого попередника на нанкінському троні.

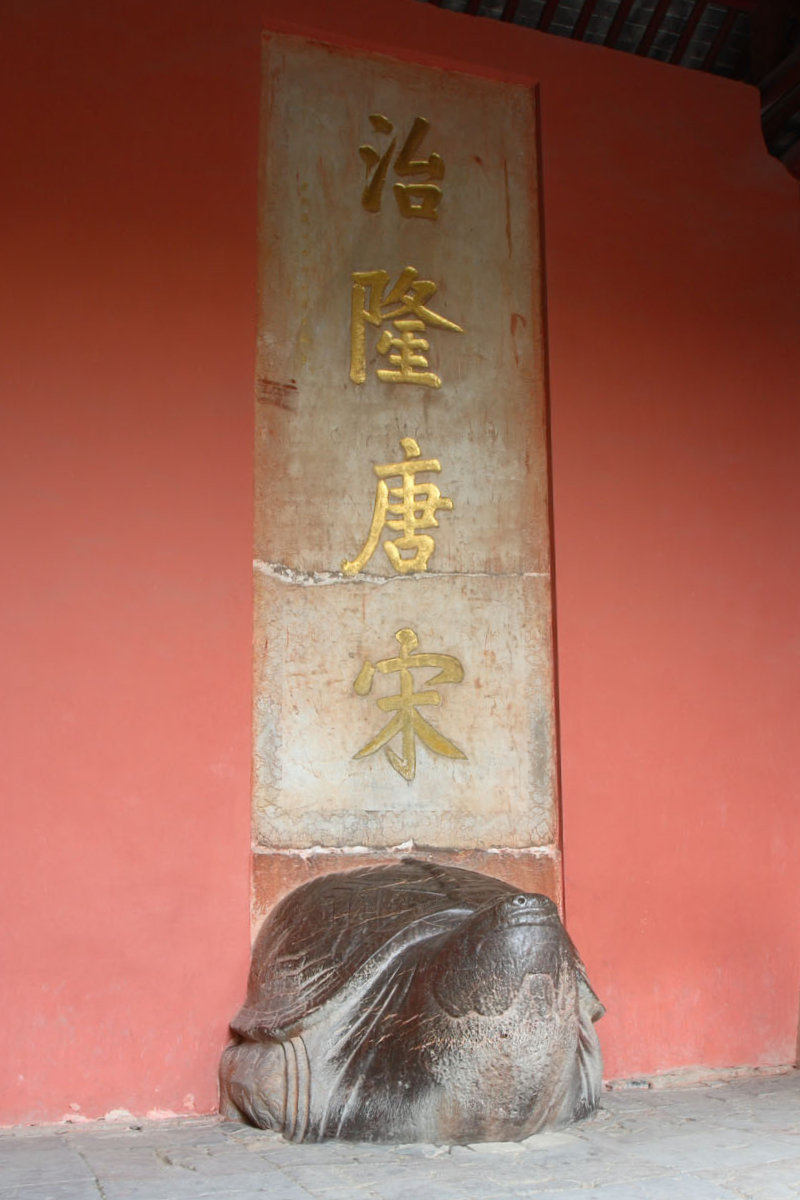
Стела імператора Кансі (1699)

Будівництво проводилось в основному силами в'язнів, та загалом тривало 30 років, завершившись тільки 1413 року, за імператора Юнле, сина Чжу Юаньчжана. 1382 року померла й була похована тут дружина Чжу Юаньчжана, імператриця Ма Хоу. Коли 1398 імператор помер, його самого було поховано там, разом із численними наложницями. Втім, існують легенди, що коли він помер, 13 поховальних процесій вийшли з 13 міських брам Нанкіна, прямуючи до різних місць, так щоб ніхто не довідався, в якому з них імператор похований насправді. Подібні легенди, однак, існують і відносно інших знаменитих імператорів.
1405 року, невдовзі після приходу до влади, імператор Юнле, замовив для мавзолею свого батька гігантську стелу, яка, якщо б її змогли установити, була б 73 м заввишки. Всі три частини — постамент, колона й верхівка — стели були вже майже цілком висічені в каменоломні Яншань (де видобувався камінь і для інших споруджень мавзолею), коли стало зрозуміло, що зрушити її з місця буде неможливо. В результаті імператору довелось обмежити 9-метровою стелою, яка, тим не менше, стала найвищою в Нанкіні.
За мінських часів мавзолейний комплекс та прилеглу до нього територію (слід припускати, більшу частину гори Цзицзиньшань) оточувала пофарбована червоним кольором стіна довжиною 22,5 км.
Там було посаджено 100 000 сосен і було стадо у 1000 голів оленів. Комплекс обслуговувався імператорськими євнухами; біографії високопоставлених євнухів нерідко згадують, що після усунення з відповідальної посади за той чи інший проступок, євнух був відряджений в Сяолін, щоб працювати на городі чи курити фіміам біля вівтаря.
Імператори цінської династії, яка змінила Мін, також проявляли певний рівень поваги до гробниць імператорів попередньої династії. Імператори Кансі та Цяньлун відвідували Сяолін під час своїх знаменитих «поїздок на південь». Опікувалась мавзолеєм на той час бригада з двох євнухів та 40 службовців Восьмипрапорної армії. Хоча мавзолейний комплекс, як і багато інших архітектурних пам'яток Нанкіна, сильно постраждав під час повстання тайпінів, після придушення якого цінський уряд вжив певних заходів щодо його відновлення.

## Основні об'єкти
З часів побудови мавзолею, відвідувачі, які приходили віддати шану засновнику Мінської династії, проходили традиційним шляхом від арки, де вони мали спішуватись (下马坊, Сямафан) й до пагорбу Дулунфу з похованням імператора, 2,62 км у довжину.
Дацзиньмень і Сифанчен.
За 755 м від арки Сямафан розташовані монументальні Великі Золоті Ворота (Дацзиньмень), де нині здійснюється квитковий контроль. Після цього (за 70 м) стоїть величезна кам'яна черепаха-бісі, що несе на спині стелу, увінчану переплетеними драконами. Текст на стелі, відомій як Шеньгун Шенде Бей (神功圣德碑, тобто «Стела незрівняних заслуг та абсолютних чеснот»), написаний 1413 року четвертим сином Чжу Юаньчжана, імператором Юнле. Черепаха 5,15 м завдовжки, 2,54 м завширшки та 2,08 м заввишки; стела, разом із черепахою, 8,78 м заввишки.
Черепаха зі стелою оточені квадратною кам'яною стіною (四方城, Сифанчен) з аркою на кожному боці. Первинно Сифанчен був критим павільйоном, проте дах було втрачено у XIX столітті під час повстання тайпінів. Нині китайські фахівці вивчають можливість відновлення даху.

Дацзиньмень і Сифанчен
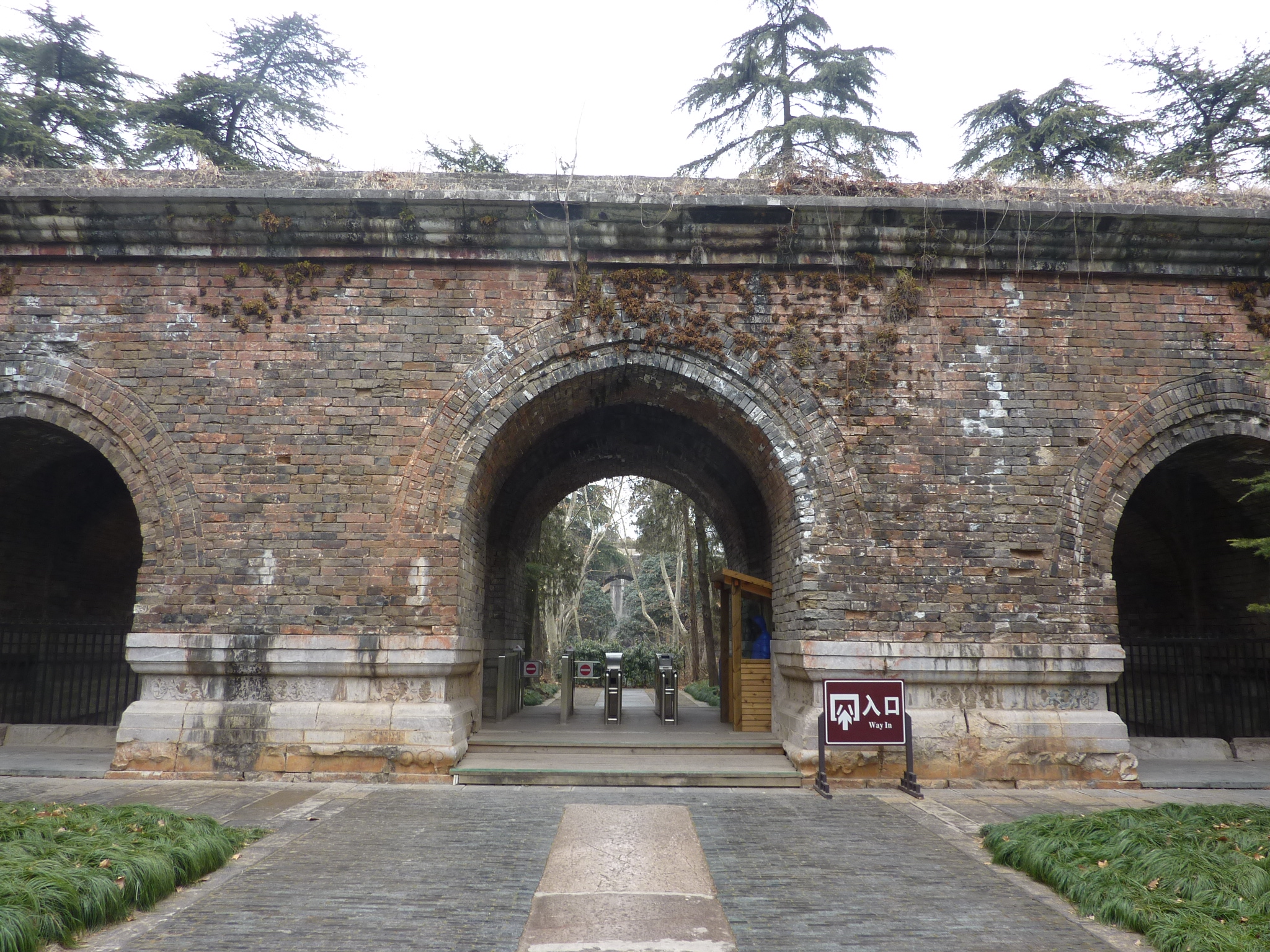
Великі Золоті Ворота (Дацзиньмень)
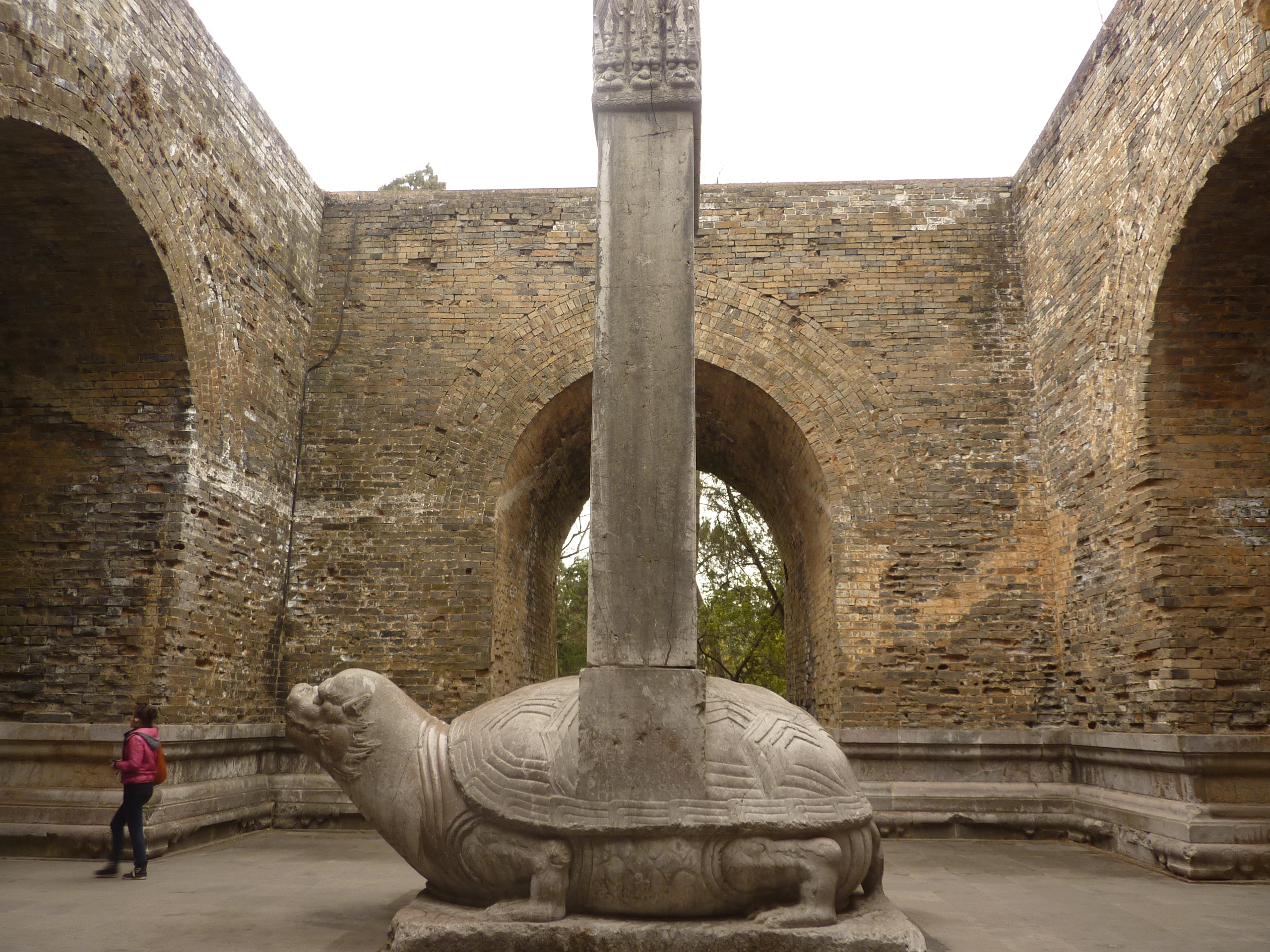
Черепаха імператора Юнле в Квадратному павільйоні (Сифанчен)
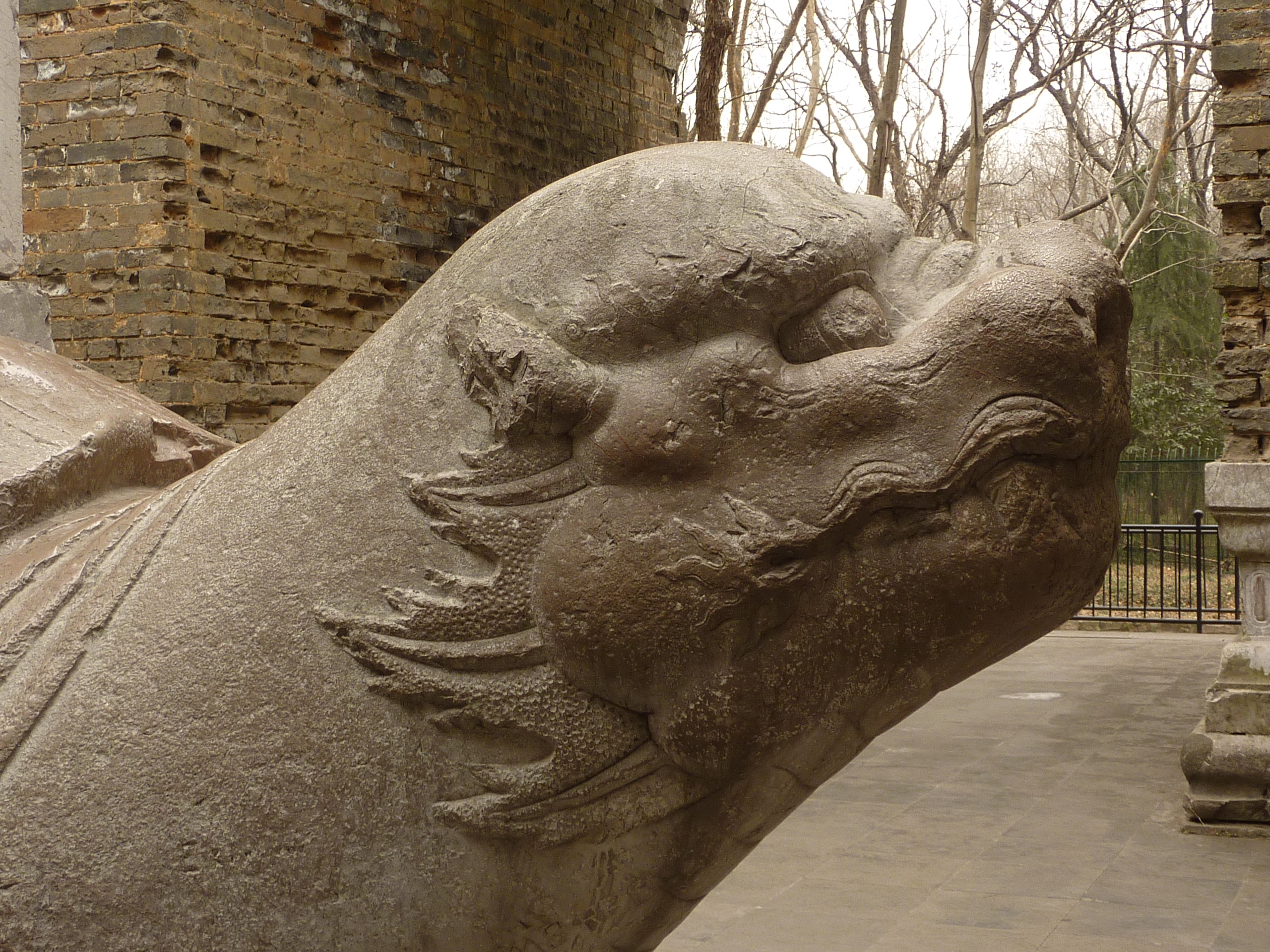
Голова черепахи імператора Юнле
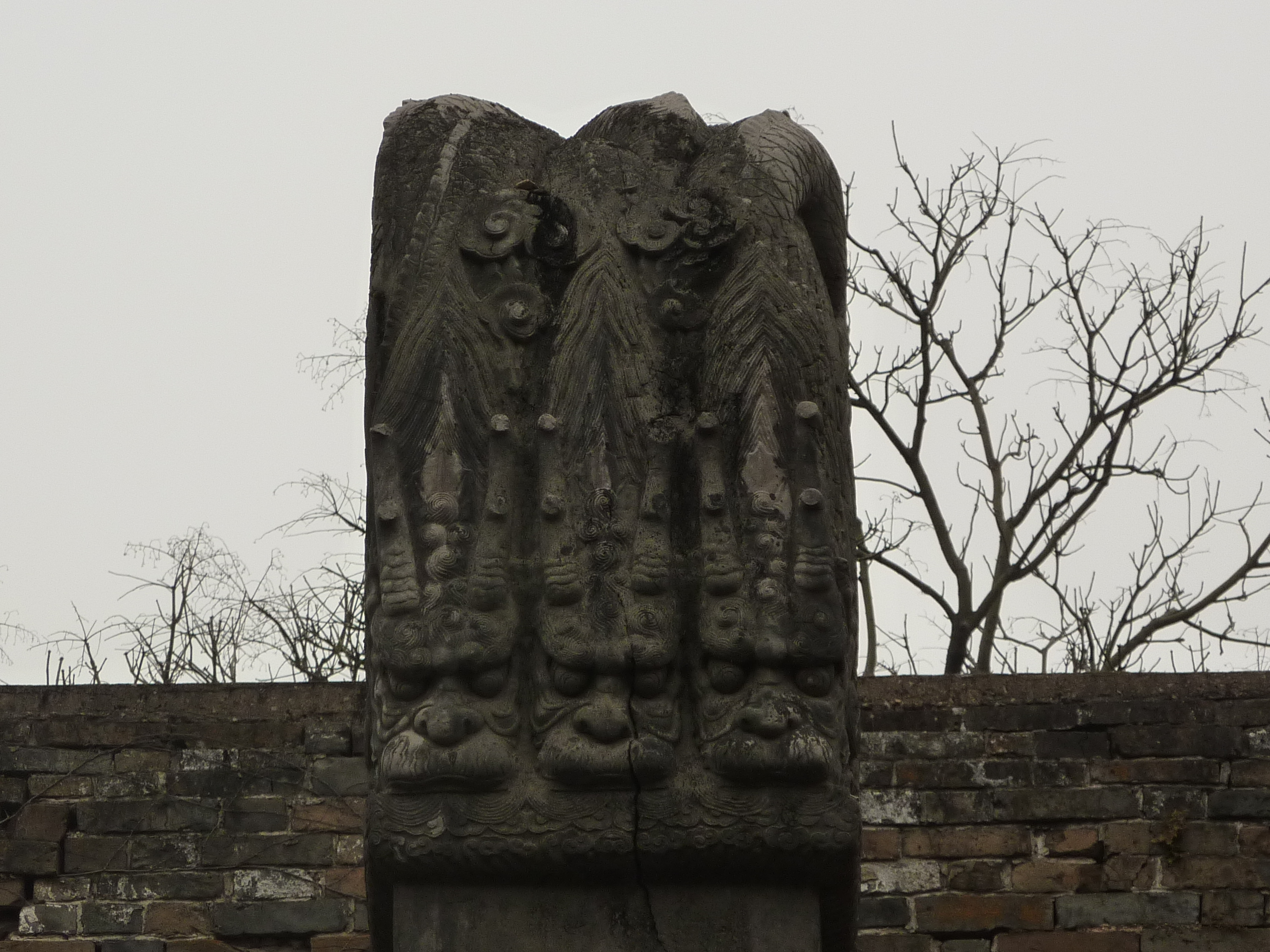
Драконова верхівка стели імператора Юнле (вид з торця)

Божественний шлях
Від «Квадратного павільйону» Сифанчен починається 1800-метровий «божественний шлях» (神道, шеньдао), який, огинаючи пагорб Мейхуашань, прямує спочатку на захід, а потім на північ. Він включає дві ділянки, де вздовж дороги розставлені статуї, ніби утворюючи почесну варту. Уздовж першої ділянки, яка нині називається «шляхом кам'яних слонів», розставлені статуї реальних та міфічних тварин: по дві пари левів, сечжі, верблюдів, слонів, цілінів та коней. Друга частина йменується «шляхом веньчжунів» (веньчжун — кам'яний воїн, що охороняє гробницю чи храм). Уздовж нього стоять статуї воїнів та цивільних чиновників. Наприкінці першої ділянки обабіч дороги стоять колони-хуабяо, а наприкінці другого — відновлені 2006 року ворота Лінсін (棂星门).

Божественний шлях
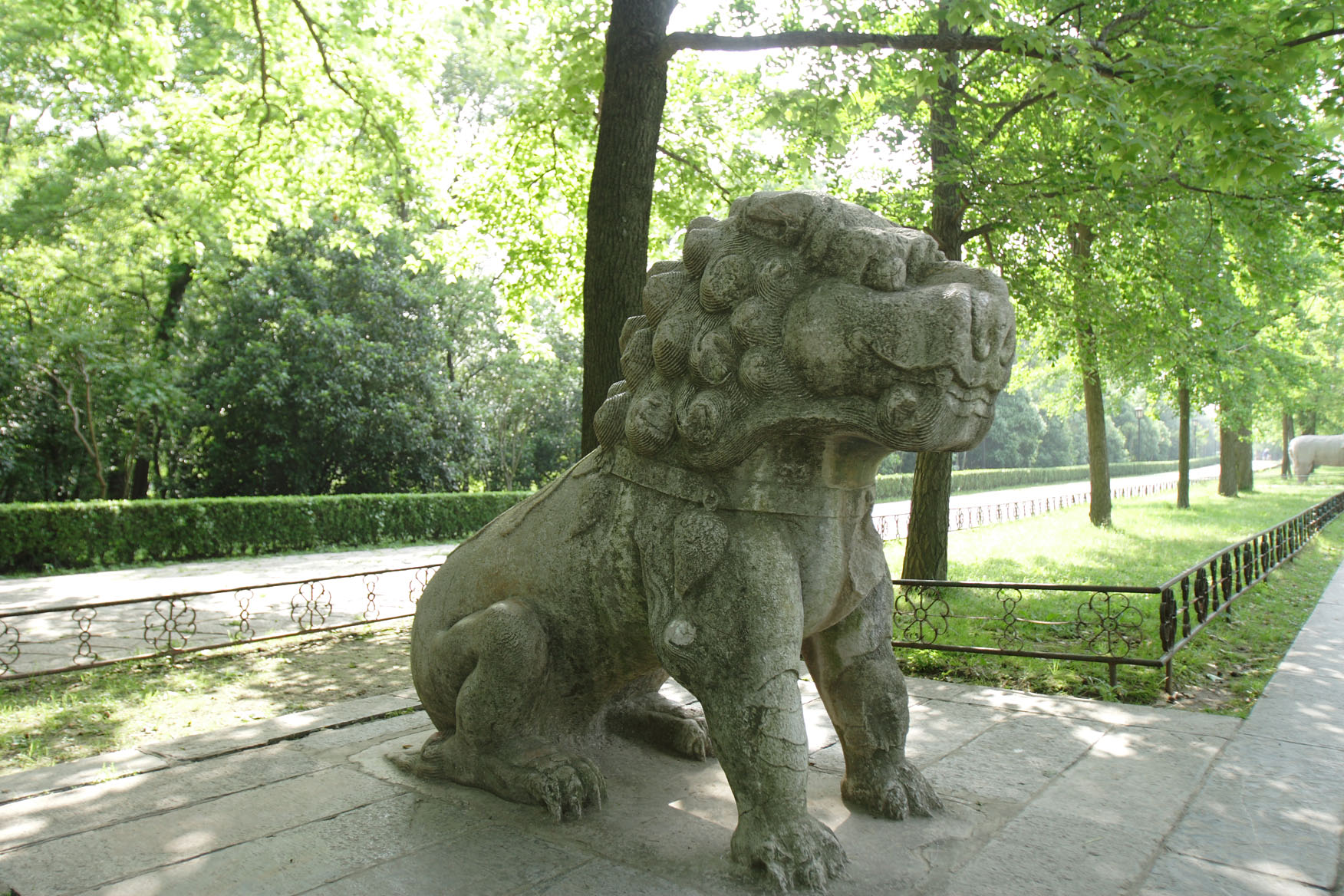
Лев
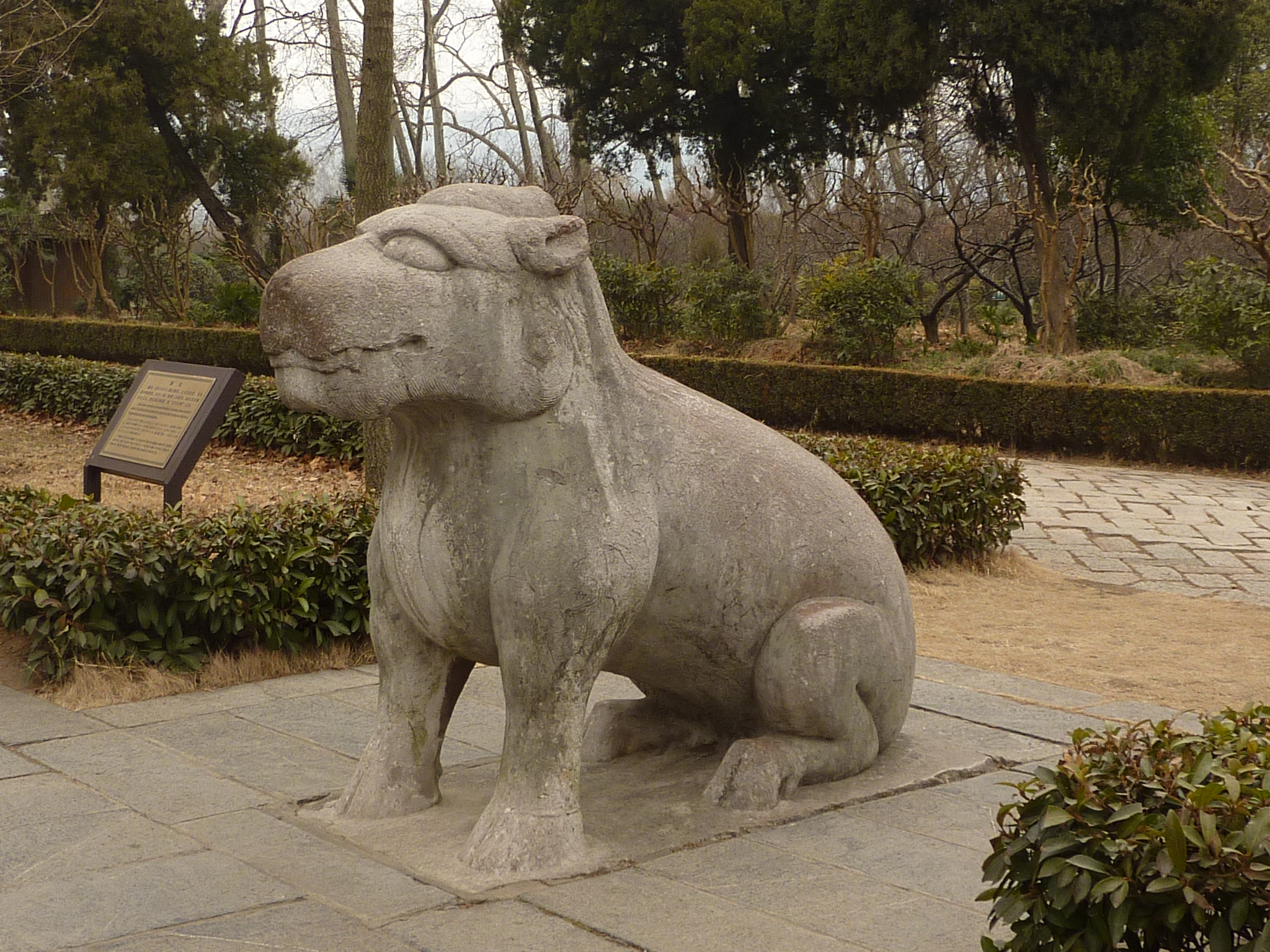
Сечжі
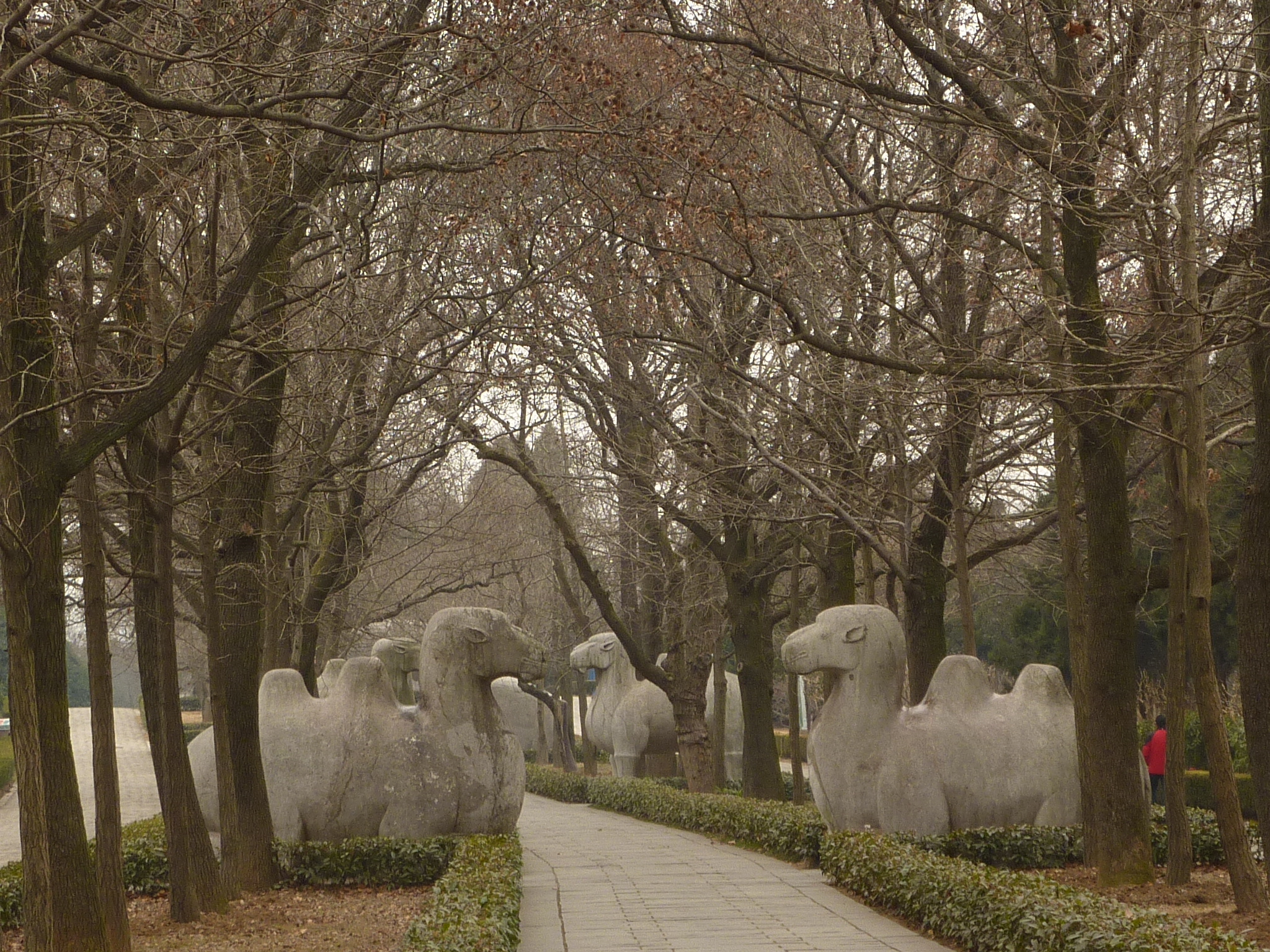
Верблюди
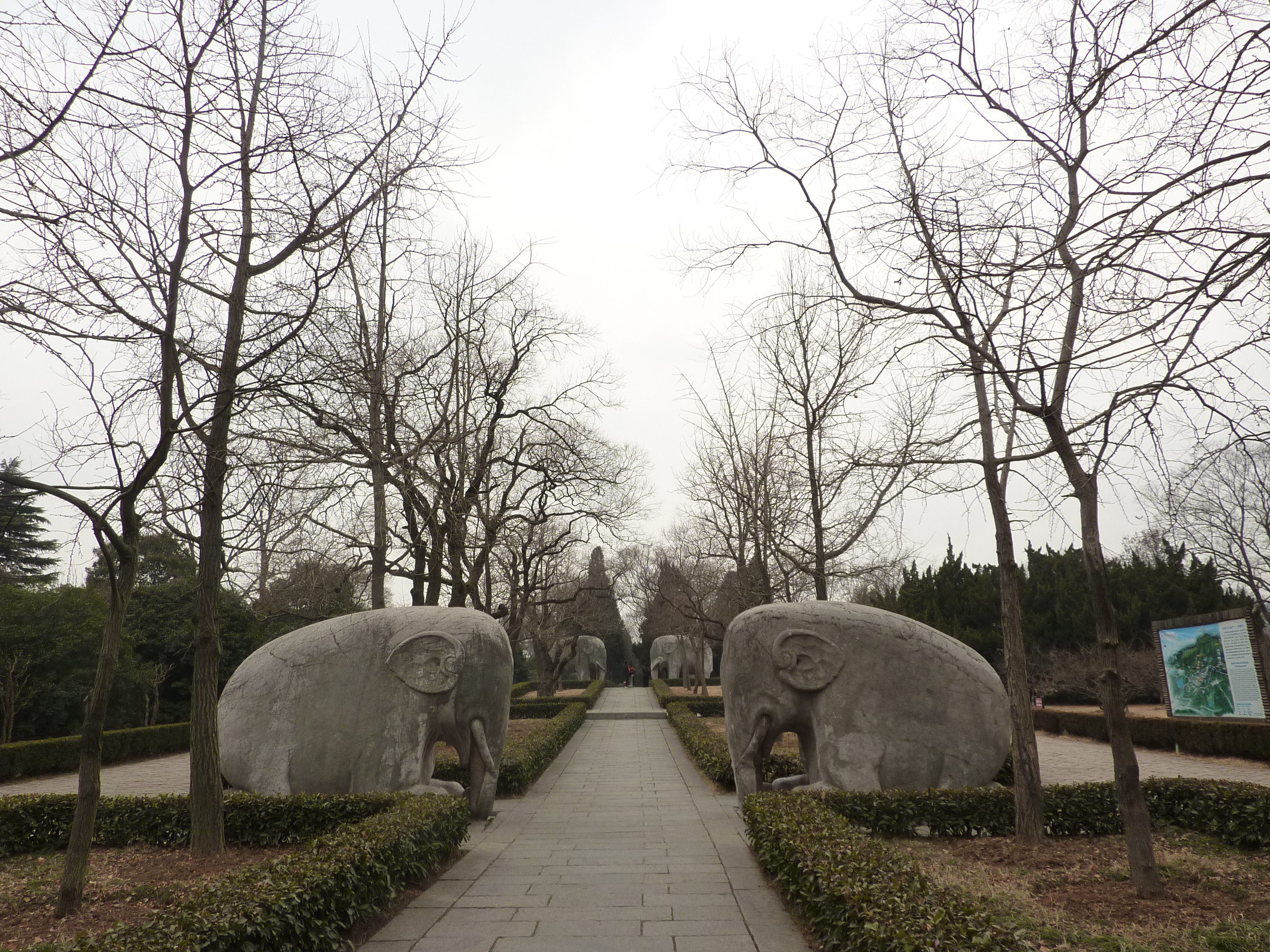
Слони
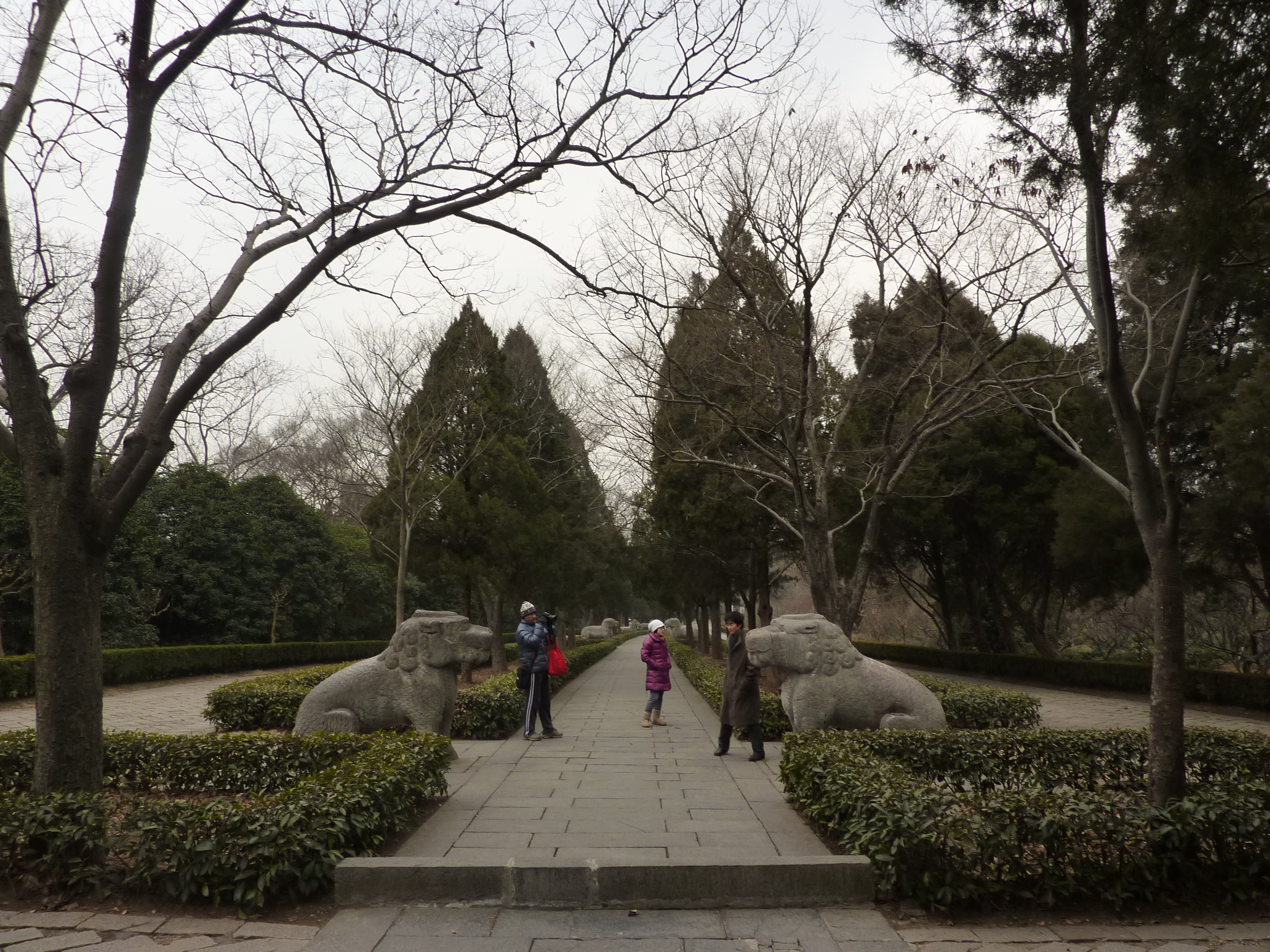
Цилінь
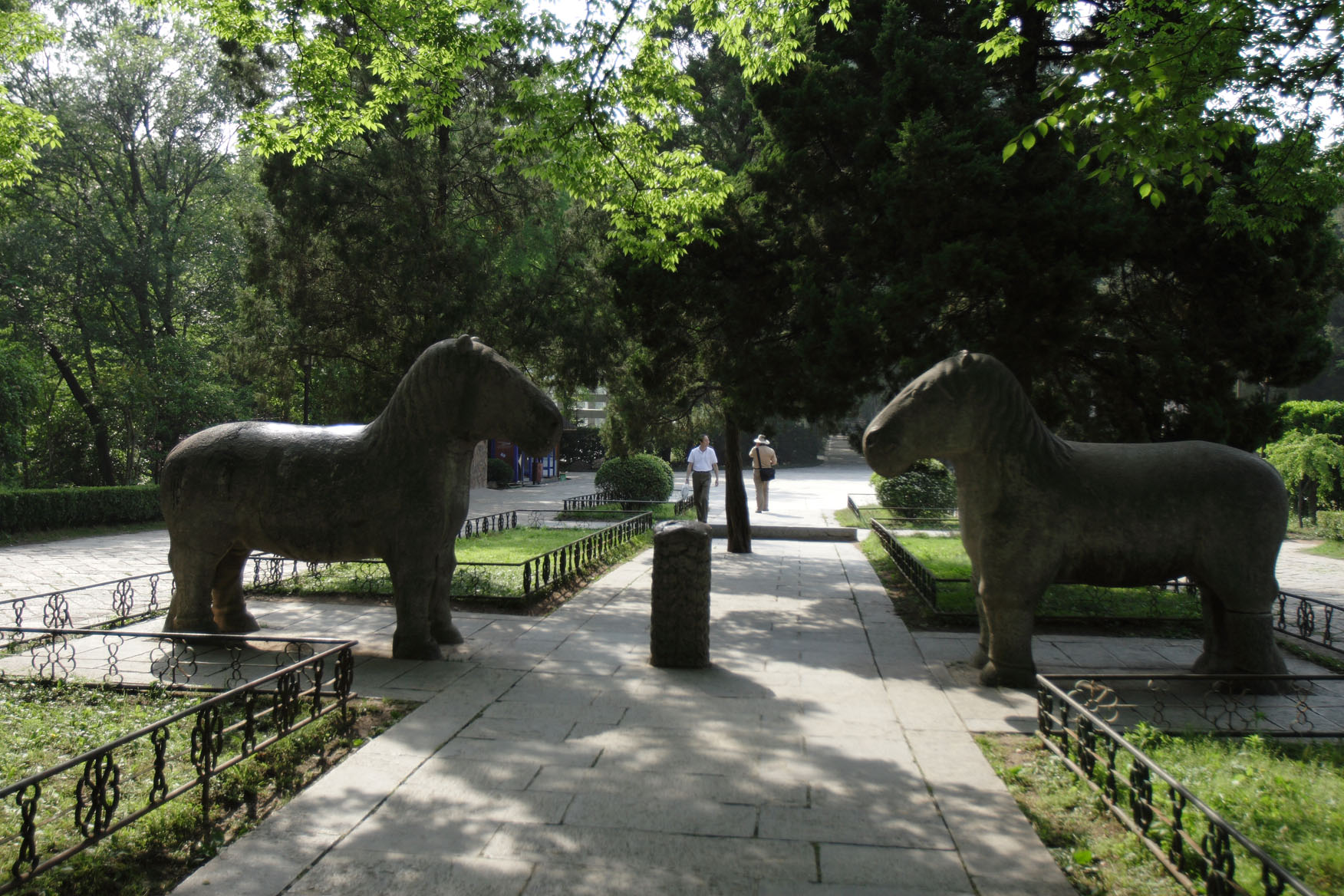
Коні
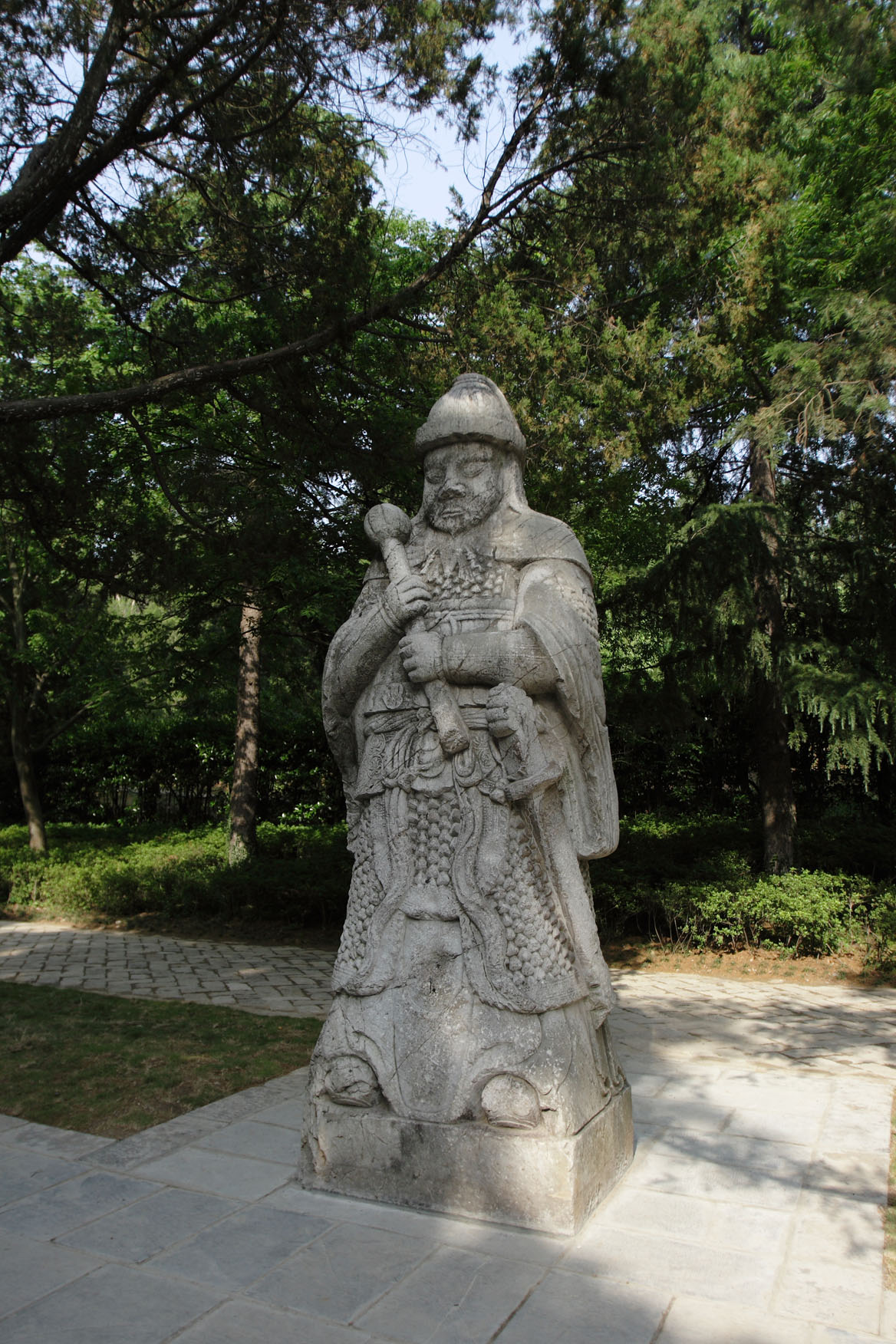
Воїн
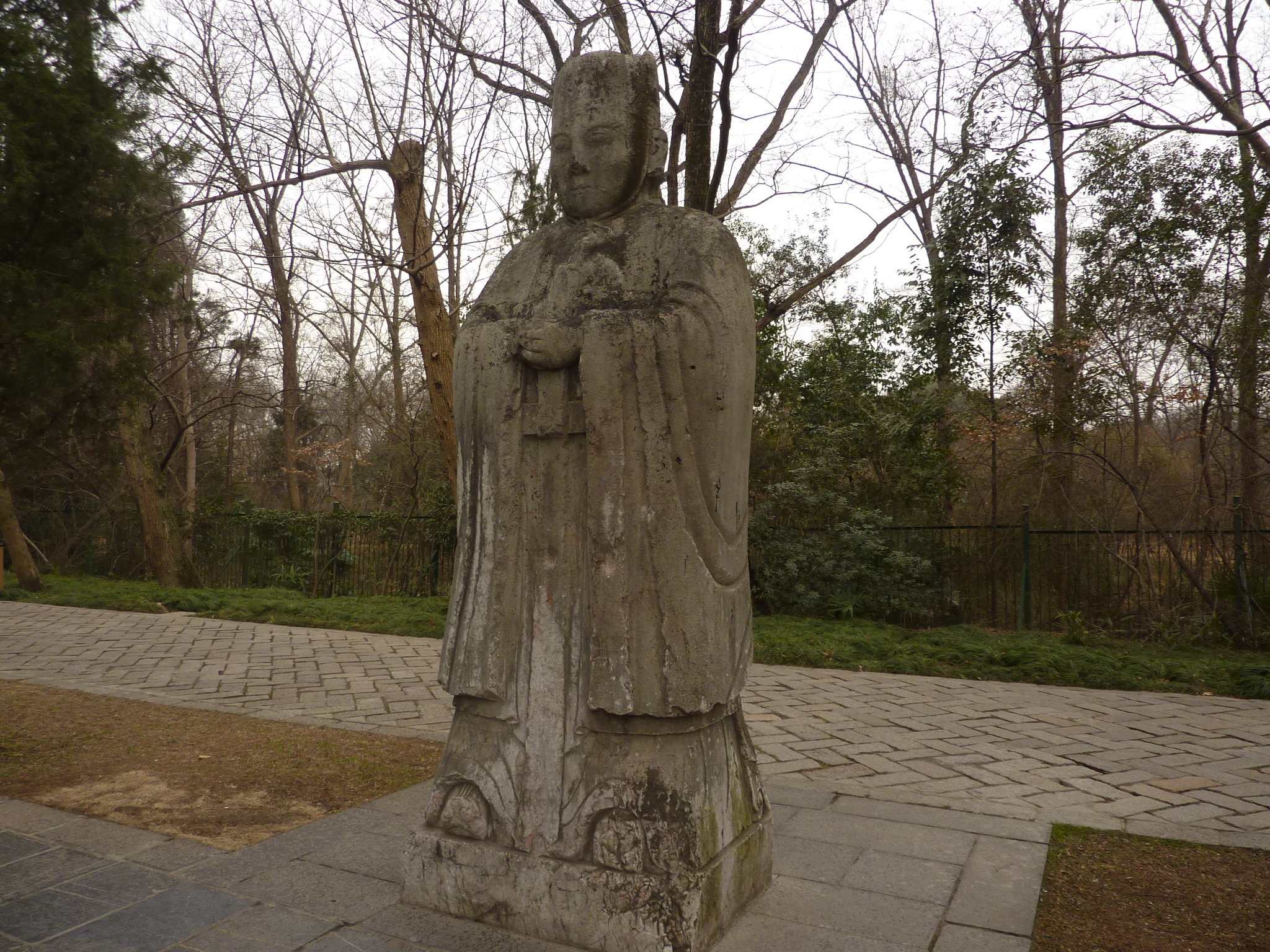
Цивільний чиновник
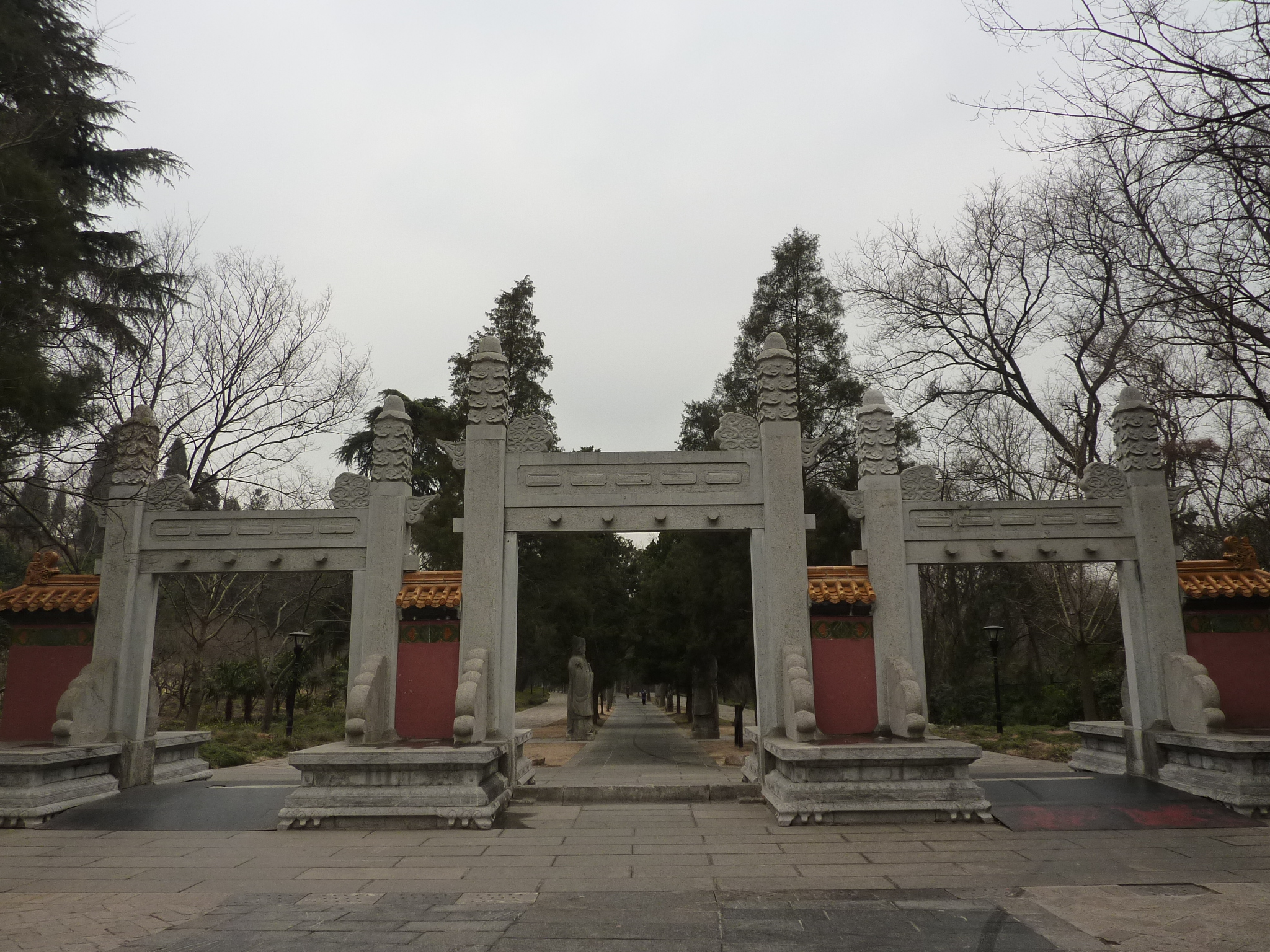
Ворота Лінсін наприкінці «шляху веньчжунів»

Прямокутний двір
Через ворота Веньуфанмень (文武坊门, «Ворота Цивільних та Військових Сановників») шлях потім входить на прямокутний огороджений двір, де відвідувачів зустрічає друга кам'яна черепаха, що дивиться на них із центру Зали Стел (碑殿, Бейдянь). Це — данина поваги цінському імператору Кансі, засновнику знищеної маньчжурами-цінами династії Мін. Маньчжурський імператор встановив її тут 1699 року під час своєї третьої поїздки з Пекіна на південь. Лаконічний текст із чотирьох ієрогліфів (治隆唐宋, Чжифен Тан Сун — «Він перевершив Тан і Сун») на стелі цієї черепахи порівнює Чжу Юаньчжана із засновниками двох інших великих династій Китаю. Стела має заввишки 3,85 м (з черепахою), черепаха — 1,06 м.
Наступною будівлею в тому ж прямокутному дворі була Зала Сяолін (孝陵殿, Сяолін Дянь), яка первинно була головною будівлею мавзолейного комплексу, але у подальшому зруйнована. На її основі у 1865–1873 роках була зведена невелика Зала-Павільйон (享殿, Тін Дянь). Нині там працює книжкова та сувенірна крамниця.

Прямокутний двір
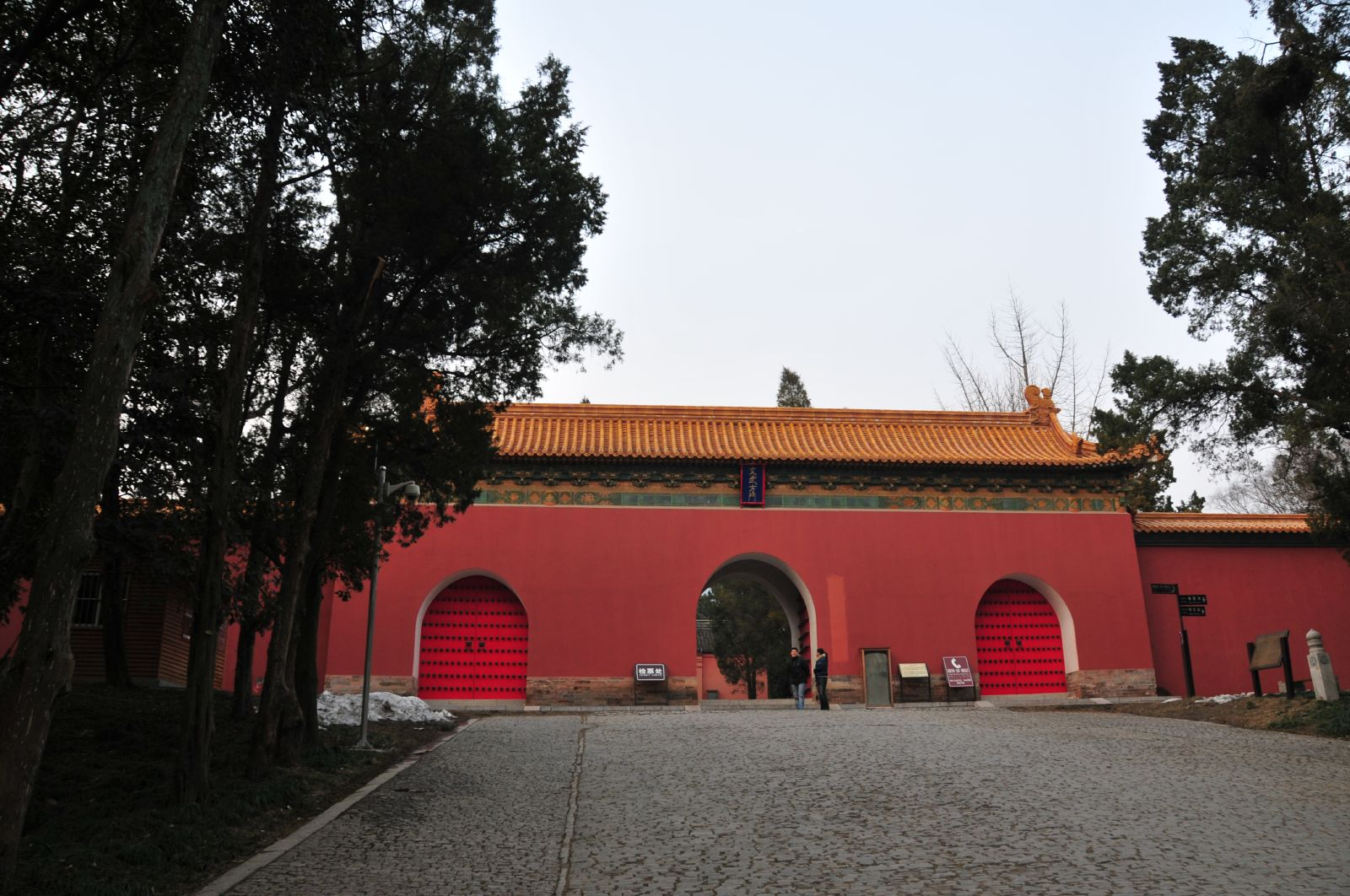
Веньуфанмень
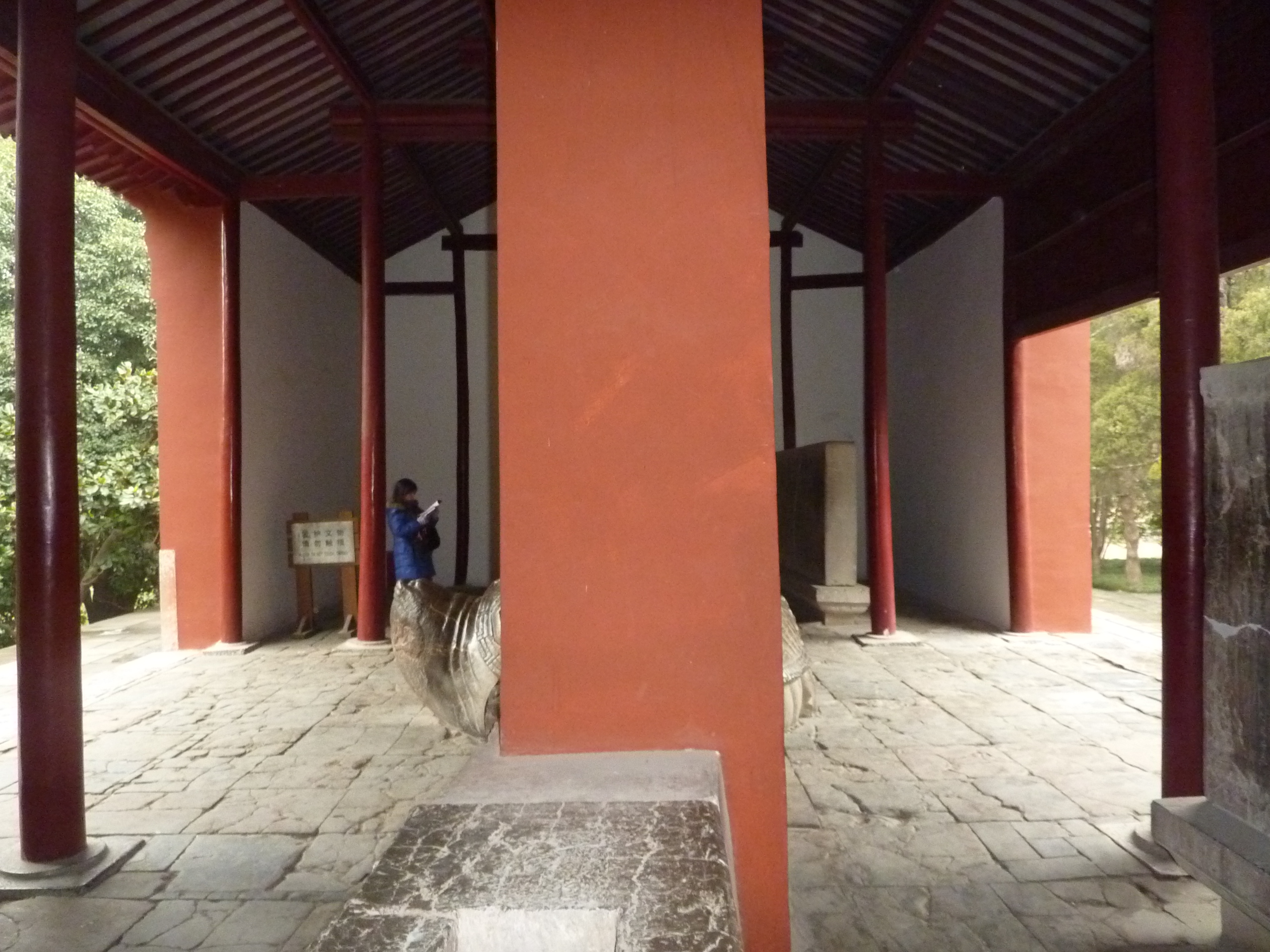
Зала стел з черепахою імператора Кансі
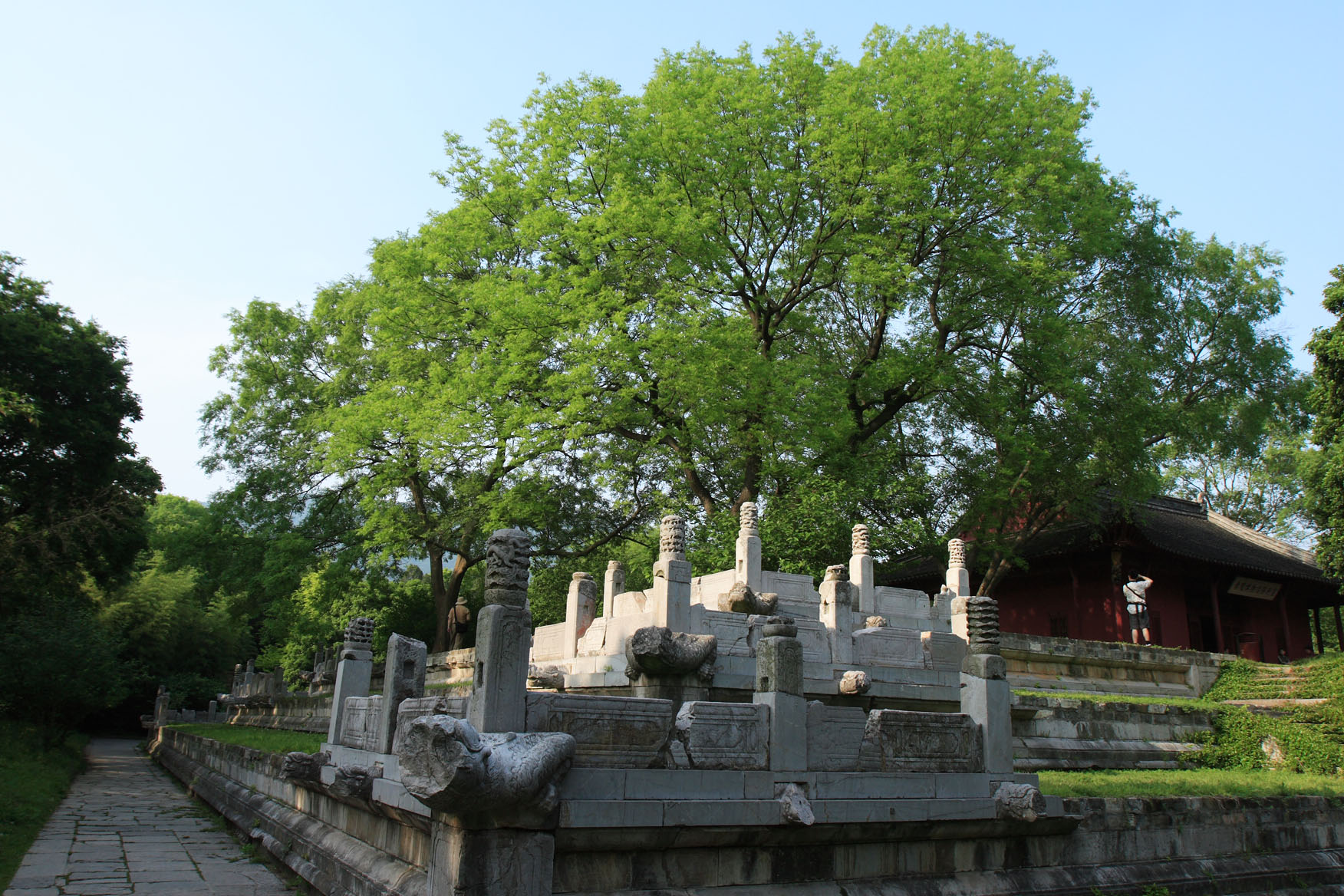
Руїни основи Зали Сяолін; на них, Зала-Павільйон (Тін Дянь)
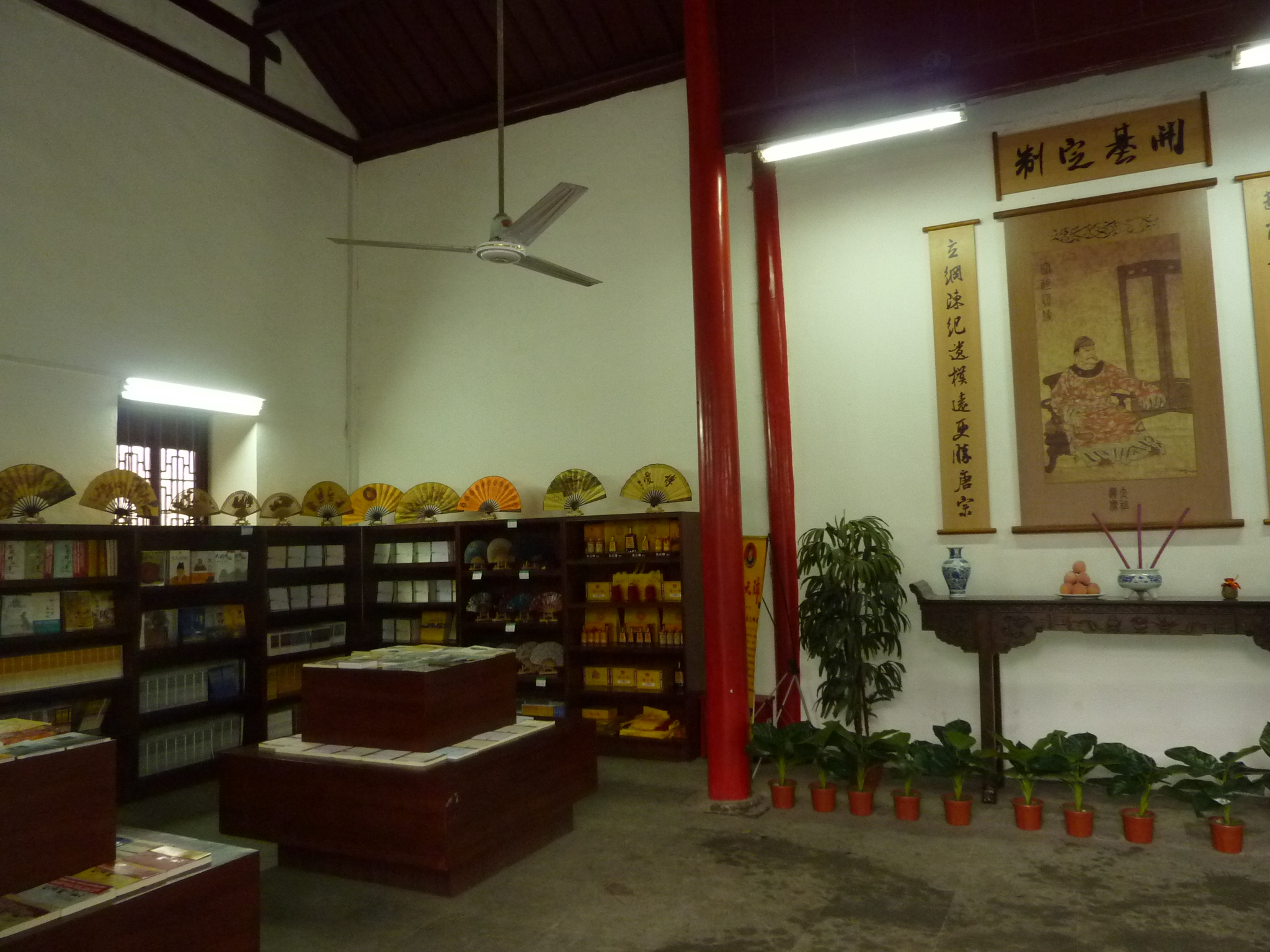
В Залі-Павільйоні (Тін Дянь)
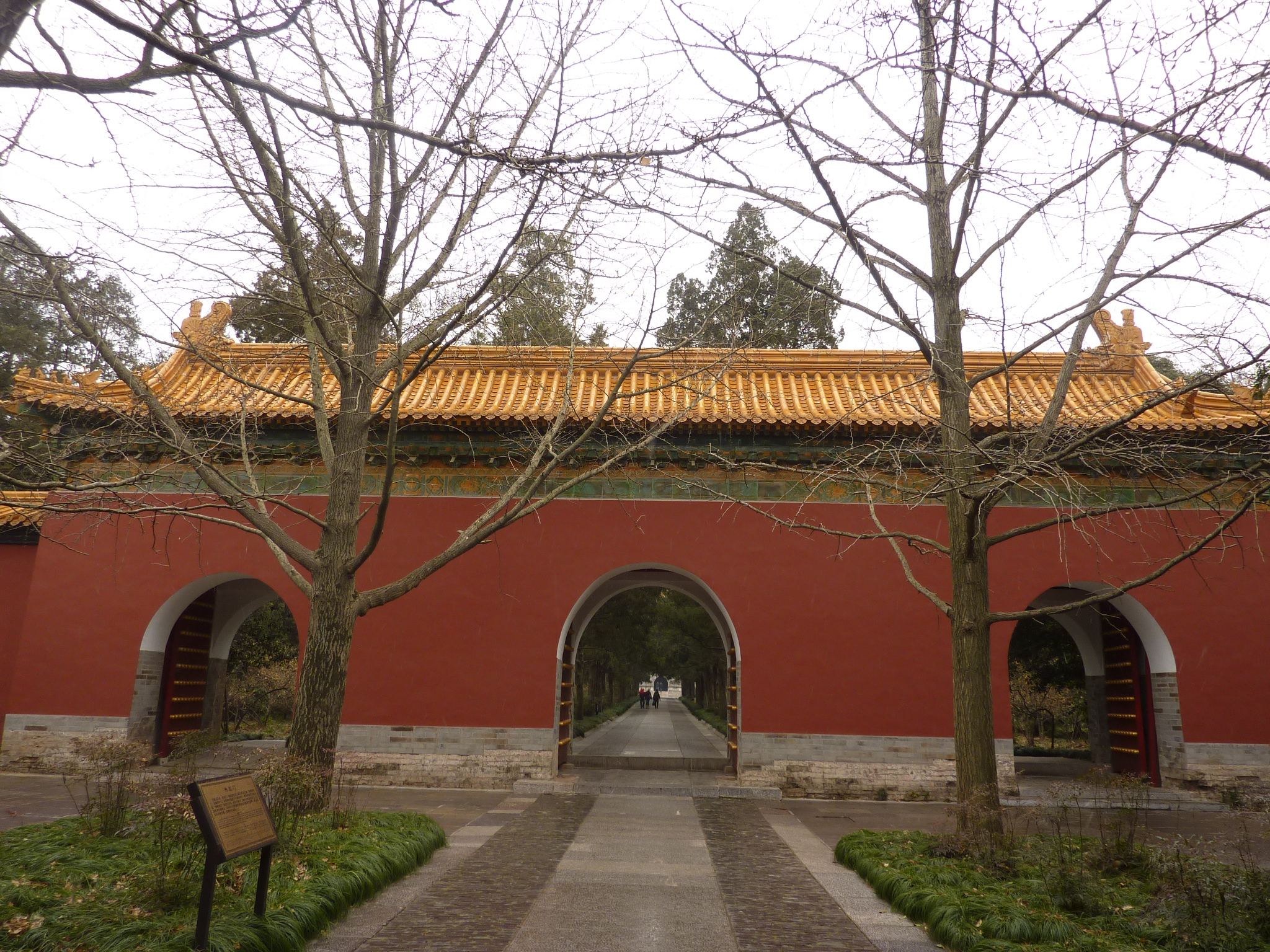
Нейхунмень

Курган Дулунфу
Через Внутрішні Червоні Ворота (内红门, Нейхунмень) відвідувачі проходять з прямокутного двору у внутрішній двір мавзолейного комплексу, де розташована висока будівля, відома як «Мінська Вежа» (明楼, Мін Лоу). Насправді, однак, більша частина цієї споруди — кам'яна стіна на передньому (південному) відкосі Пагорбу Одинокого Дракона (独龙阜, Дулунфу), близько 400 м в діаметрі, який і є поховальним курганом імператора. Принаймні, про це говорить зроблений в камені напис, «此山明太祖之墓» — «Ця гора — гробниця мінського імператора Тайцзу». (Тайцзу (太祖), «Великий пращур» — почесне посмертне ім'я Чжу Юаньчжана). Поросла лісом верхня частина пагорбу обнесена круговою стіною.

Курган Дулунфу
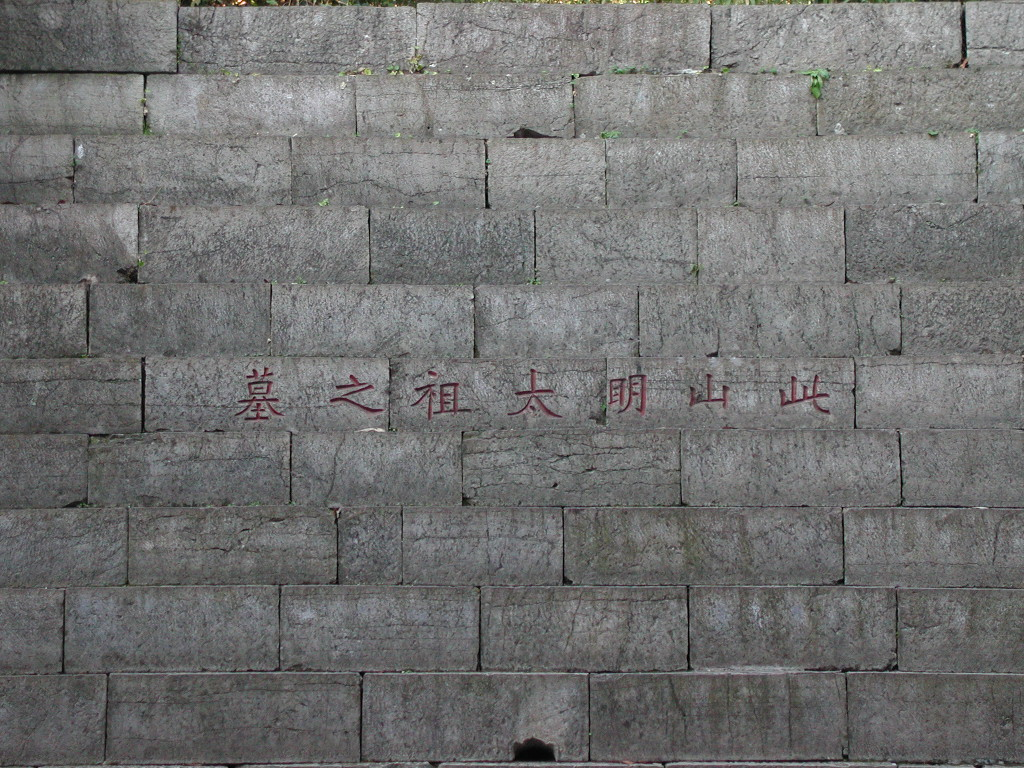
«Ця гора — гробниця мінського імператора Тайцзу»
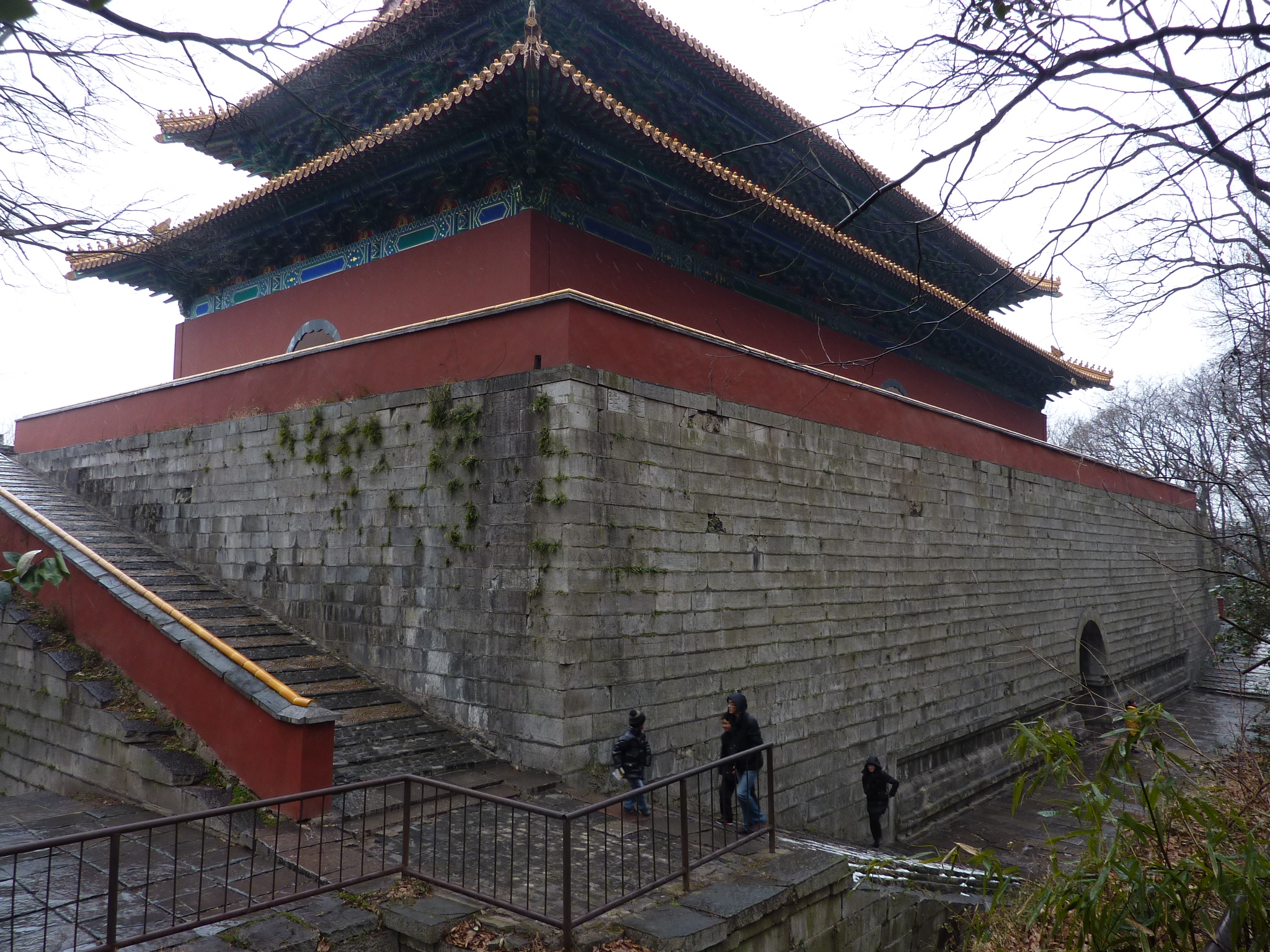
Альтанка на верхній терасі Мін Лоу
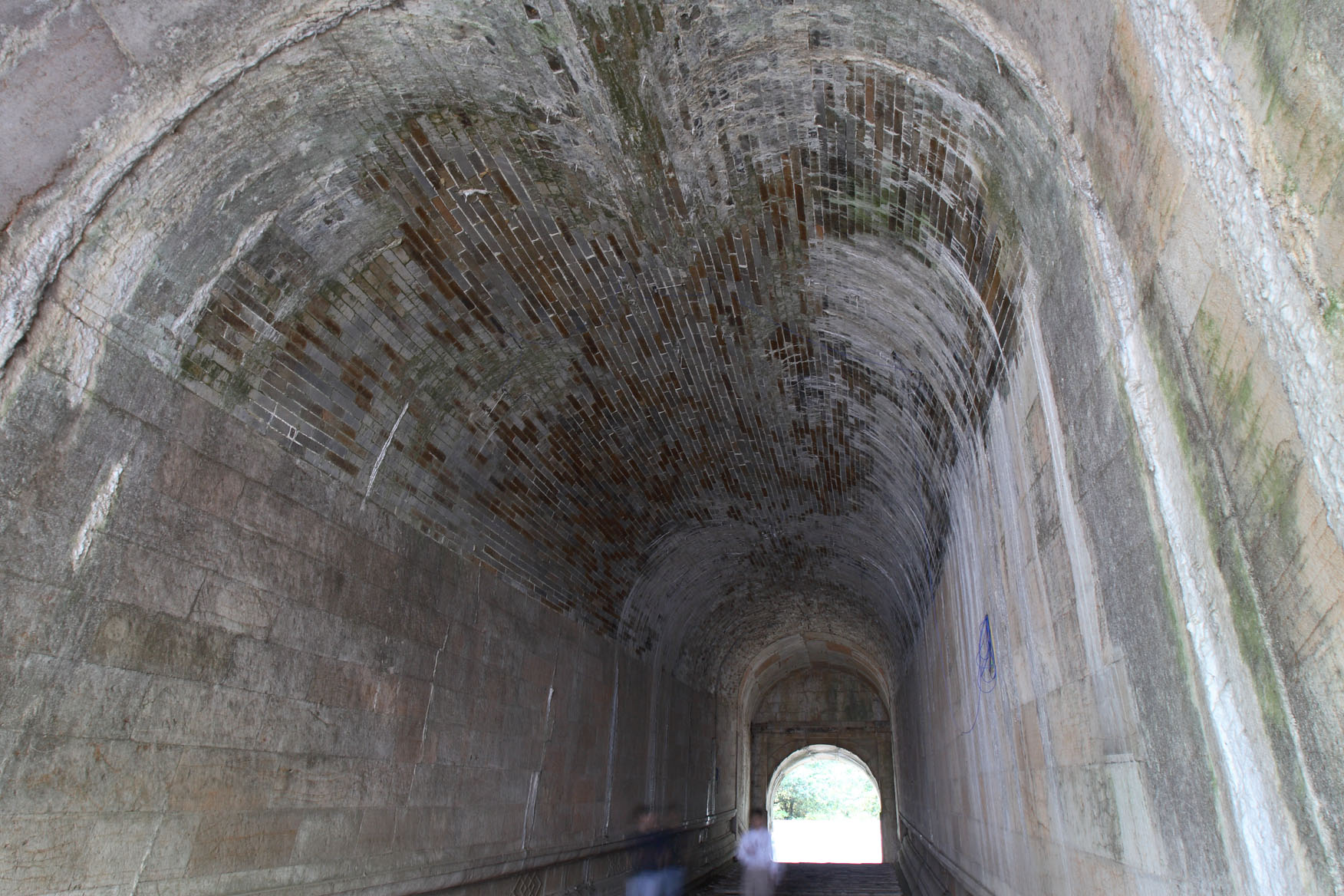
Тунель в основі Мін Лоу
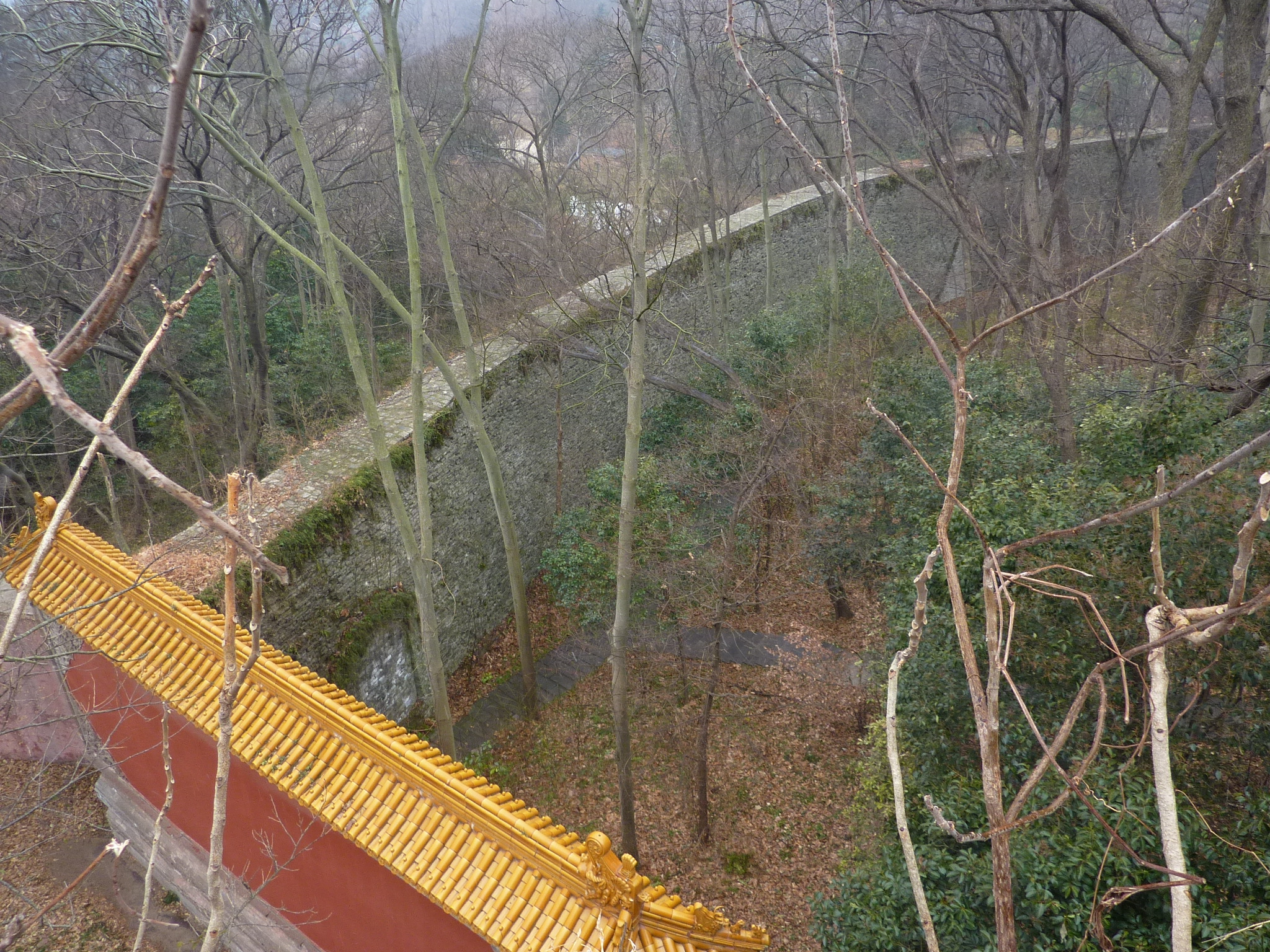
Ділянка стіни, що оточує вершину Пагорба Одинокого Дракона

Загадкова третя черепаха

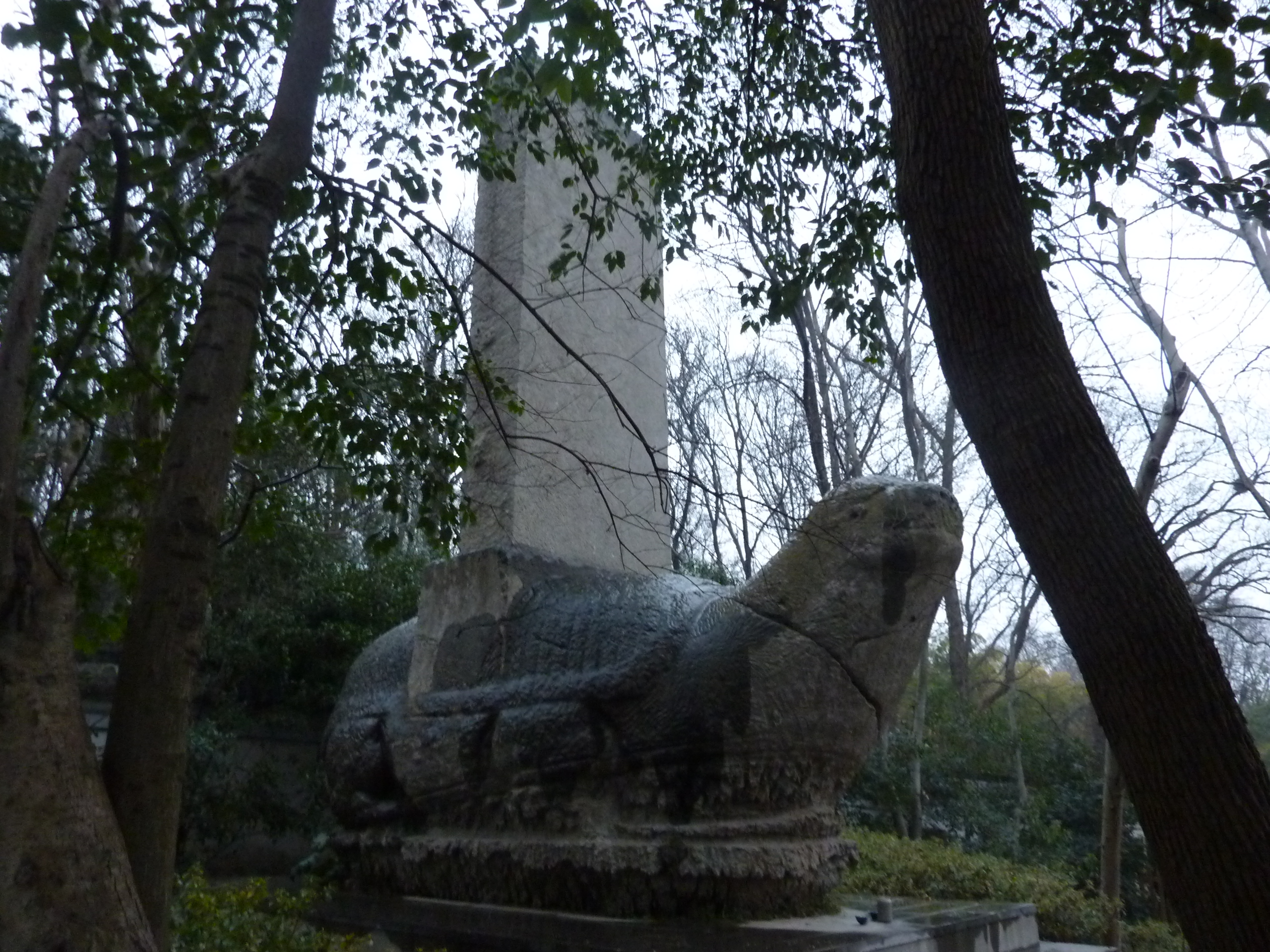
Незавершена бісі зі стелою без тексту

1999 року в яру серед чайних плантацій, лишень за 100 м на південний схід від павільйону Сифанчен була виявлена незавершена кам'яна черепаха, дещо більшого розміру, ніж знаменита черепаха Юнле, з тріщиною на шиї. Неподалік лежала така ж незавершена стела без тексту. Того ж року ця черепаха була перенесена до Парку Культури Червоного Терема (红楼艺文苑, Хунлоу Івень Юань), що розташований безпосередньо на схід від мавзолейного комплексу. За висновком фахівців вона, як і інші скульптури Сяоліна — твір ранньої мінської доби. Однак згадка про її виготовлення у письмових джерелах того періоду не знайдено, й тому мета її виготовлення та причини її занепаду залишаються загадкою. З цього приводу було висунуто кілька гіпотез. Можливо, це була просто перша спроба виготовити черепаху-бісі, але через неякісний матеріал її шия тріснула вже під час обробки, й каменотесам довелось почати все спочатку, з іншого каменя. За іншою версією, первинно будівельники Сяоліна планували оздобити його двома такими черепахами, але одна з них залишилась незавершеною через усунення Чжу Юньвеня його пекінським дядьком. У будь-якому разі, ця незавершена черепаха надає унікальну можливість ознайомитись із процесом виготовлення кам'яних статуй такого типу мінськими скульпторами.

## Вплив
Скульптурні й архітектурні рішення, використані в мавзолеї Сяолін, були значною мірою були застосовані і в заснованому сином Чжу Юаньчжана, Чжу Ді (імператором Юнле) поблизу Пекіна мавзолейному комплексі для себе та своїх нащадків. Мінська монументальна традиція була перейнята і маньчжурами, чия Цінська імперія поглинула імперію Мін у XVII столітті.
П'ять з половиною століть після ліквідації Чжу Юаньчжаном та його соратниками монгольського ярма, створення Імперії Мін із перенесенням столиці з Пекіна (Ханбалика) в Нанкін, китайський народ скинув маньчжурських правителів, проголосивши Китайську Республіку, знову таки з перенесенням столиці з Пекіна в Нанкін. Перед своєю смертю 1925 року перший президент Китайської Республіки Сунь Ят-сен висловив те ж побажання, що й засновник Мінської імперії: бути похованим на горі Цзицзиньшань — але не під курганом, а в сучасному мавзолеї на кшталт ленінського. Із цілком очевидним символізмом, мавзолей для батька-засновника республіки був у стислі терміни зведений в кілометрі на схід від Сяоліна.